# Un, dos, tres... responda otra vez
Un, dos, tres... responda otra vez fue un programa y concurso de televisión creado en 1972 por Narciso "Chicho" Ibáñez Serrador que constó de 10 temporadas. El programa ha sido emitido por Televisión Española y es considerado como uno de los programas clásicos de la televisión.

## El origen
La mecánica de Un, dos, tres... supuso en su día una revolución en la forma de hacer televisión en España. El concepto creado por el realizador es un programa que fusiona:
- La cultura, representada en la primera parte del programa, preguntas y respuestas.
- Las actividades físicas, presente en la segunda parte del programa, la eliminatoria.
- La suerte, intuición, habilidad social, y un poco de psicología; decisivas en la tercera parte del programa, la subasta.[2]

Ibáñez Serrador había visto que en televisión solo existían tres posibles tipos de concurso: los de preguntas y respuestas, los de habilidad física y los de carácter psicológico. En lugar de elegir una de estas tres posibilidades, decidió mezclarlas adecuadamente, dando lugar a un espacio que bautizó como "Un, dos, tres...". Justamente el nombre del concurso hace referencia a esas tres partes tan diferenciadas que existen en el programa.
Los precedentes del programa se encuentran en un concurso que Ibáñez Serrador realizó en Argentina llamado "Un, dos... Nescafé" en el que parejas de concursantes debían ir respondiendo alternativamente durante un determinado período.  A este concepto se le añadió una segunda parte basada en un concurso que Kiko Ledgard presentó en Perú llamado "Haga negocio con Kiko" que a su vez estaba basado en Let's Make a Deal de la TV norteamericana. En este programa el concursante debía elegir entre puertas y cajas que contenían regalos o el dinero que ofrecía el presentador a cambio.
Para unir ambos programas se creó una eliminatoria de habilidades físicas donde los concursantes debían competir para llegar a la subasta.
Pero la gran novedad que sorprendió a los espectadores fue la creación de un personaje negativo y en contra de los concursantes, Don Cicuta, interpretado por Valentín Tornos, que se alegraba cuando se llevaban un mal premio y sufría un disgusto si ganaban. Junto a sus dos ayudantes formaban la Parte Negativa del programa. Como contrapunto se eligieron a seis bellas secretarias que formaban la Parte Positiva.
Por último Ibáñez Serrador decidió sumar a la fórmula un gran show en el que cada programa se ambientaría con un tema concreto durante la subasta, ofreciendo cada semana decorados nuevos y la intervención de actores, humoristas y artistas distintos.
Este conjunto de circunstancias hacía que la producción fuera complicada y los rodajes largos, pudiendo acabar en ocasiones de madrugada.

## Estructura del concurso

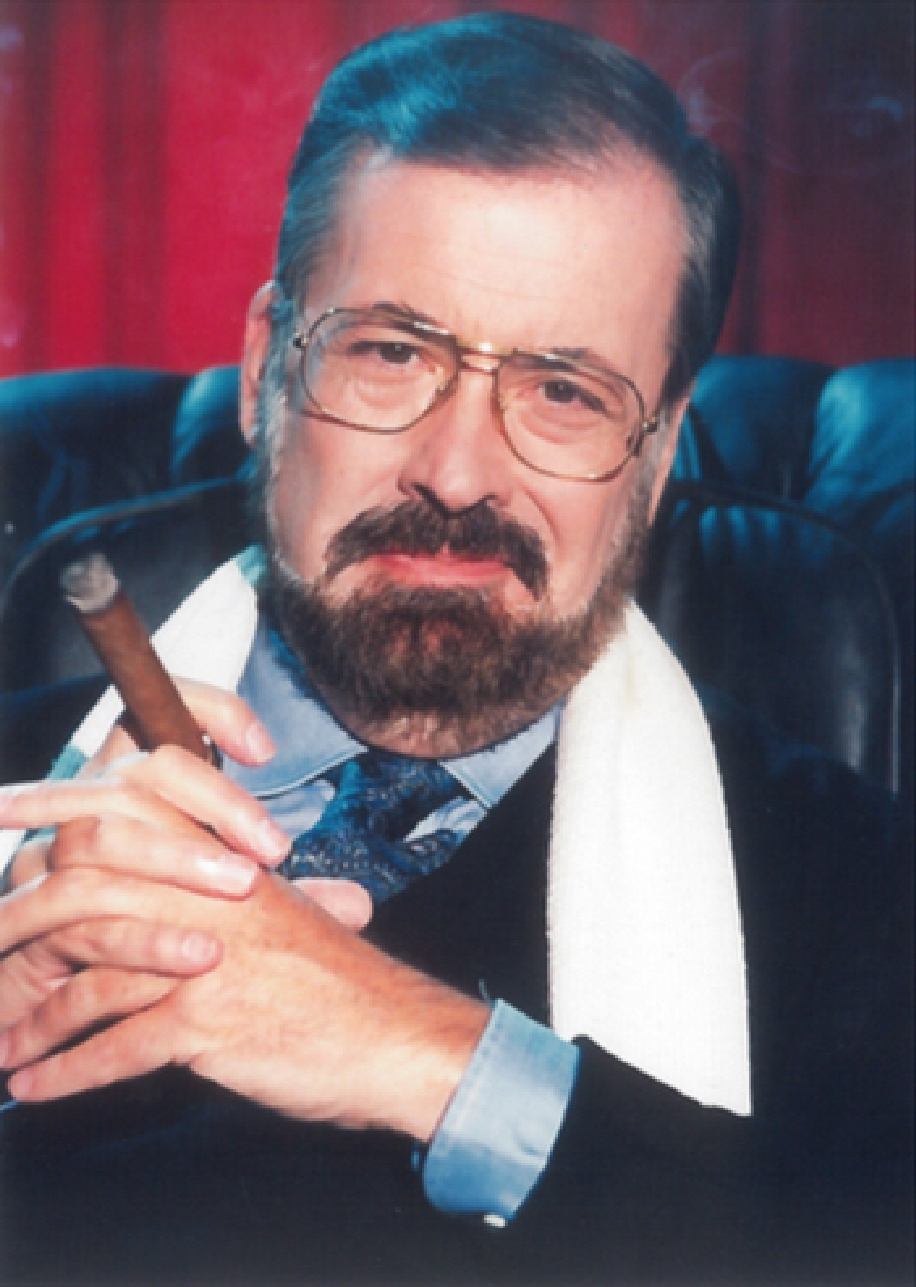
Narciso Ibáñez Serrador, creador y director del concurso

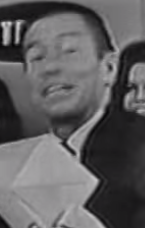
Kiko Ledgard, presentador del concurso entre 1972 y 1978

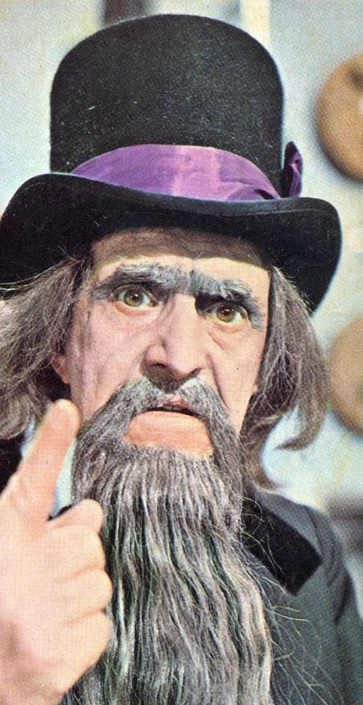
Valentín Tornos, interpretó a Don Cicuta entre 1972 y 1973

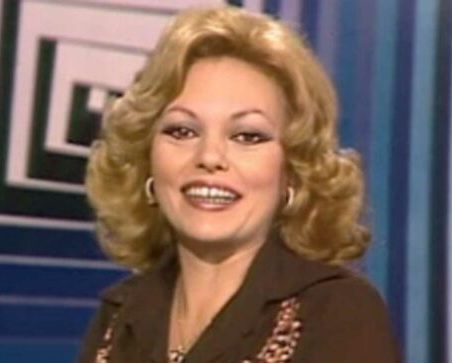
Mayra Gómez-Kemp, actriz entre 1976 y 1977 y presentadora del concurso entre 1982 y 1988

Cada programa tenía un tema concreto en torno al cual se desarrollaban los diálogos, los números musicales, la vestimenta de las secretarias y el decorado. La excepción la marcan los primeros quince programas de la primera etapa, donde no hubo ninguna temática en concreto ni decorados temáticos. El primer tema que se utilizó fue en el 16.º programa, que se dedicó a "Los toros y las fiestas de España". En la última etapa, el tema siempre era un libro. El último programa estuvo dedicado a La Pimpinela Escarlata.
Había temáticas que se repetían temporada tras temporada y que daban lugar a programas especiales. El más repetido era el especial navideño, en el cual los concursantes y todo el público estaba formado por niños, con premios, pruebas y preguntas adaptados a su edad. Otros temas repetidos eran La Fiesta Nacional, Paso del Ecuador, donde el público estaba formado por universitarios a mitad de carrera. Y otros especiales temáticos tenían como protagonistas a famosos, que solían aparecer en programas dedicados a Las revistas del corazón, El teatro o El mundo del disco, en los cuales la suma de lo que ganaran todos los concursantes se donaba a una ONG.

### Primera fase: preguntas y respuestas

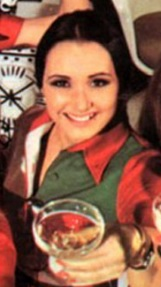
Ana Ángeles García, azafata del concurso entre 1972 y 1973

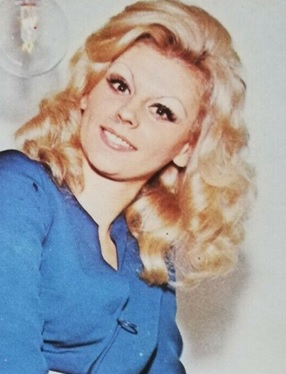
Aurora Claramunt, azafata del concurso entre 1972 y 1973

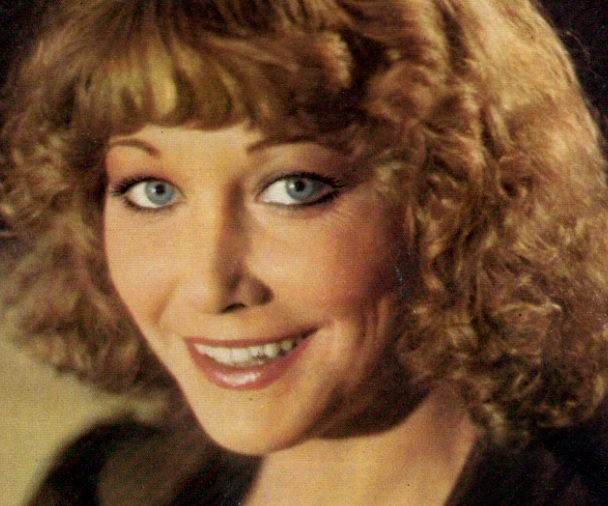
Blanca Estrada, azafata del concurso en 1973

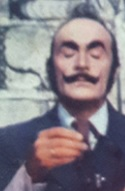
Pedro Sempson, dio vida al Profesor Lápiz entre 1976 y 1978

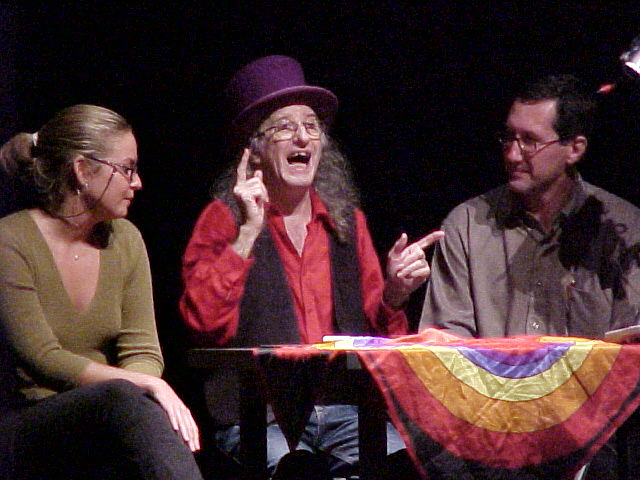
Juan Tamariz, interpretó el personaje de Don Estrecho entre 1976 y 1977

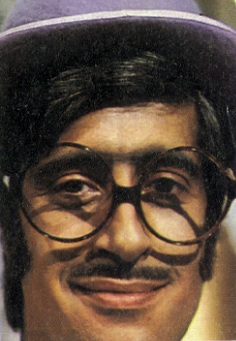
Francisco Cecilio, como Don Rácano entre 1976 y 1977

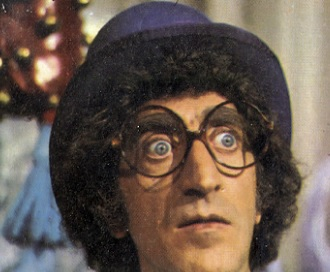
Blaki, fue Don Justo Rajatabla entre 1977 y 1978

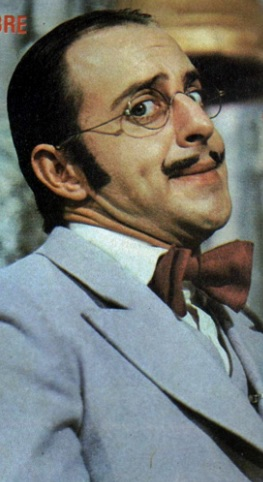
Luis Lorenzo, Don Menudillo entre 1977 y 1978

En las primeras dos etapas, concurrían cuatro parejas de concursantes, tres parejas nuevas y la pareja de campeones; desde octubre de 1977 fueron tres parejas en total, incluyendo los campeones. Hasta la novena etapa las parejas eran mixtas (mujer y hombre), pero en 2004 se admitió la posibilidad de que concursaran parejas del mismo sexo. Al presentarlos, las secretarias decían los nombres de ambos, la relación entre ambos (amigos, novios, matrimonio, hermanos, etc) y su lugar de procedencia, lo que hizo famosa la frase "son amigos y residentes en...".
En esta primera fase, había tres rondas de preguntas de dificultad ascendente, recibiendo cada pareja un total de tres preguntas. Estas preguntas eran llevadas a los concursantes en bandejas por las azafatas, y cada pareja cogía un sobre, dándoselo al presentador para que leyera su contenido. Las preguntas eran de respuesta múltiple, teniendo además un ejemplo de respuesta, siendo preguntas del tipo: "Digan nombres de frutas, por ejemplo la manzana". Tras decir el ejemplo, a la orden de un, dos, tres... responda otra vez, comenzaba un tiempo de 45 segundos, y lo primero que debían hacer los concursantes era repetir el ejemplo, y después dar todas las respuestas que pudieran.
Para responder existían varias reglas básicas, comunes a todas las preguntas aunque el texto no las indicara específicamente:
- Si los concursantes repetían una respuesta o daban una incorrecta, el tiempo se detenía en ese mismo momento y no podían seguir respondiendo.
- Era obligatorio que los concursantes contestaran de forma alternativa, primero un miembro de la pareja y luego el otro. Si un miembro de la pareja daba dos respuestas seguidas, también se detenía el reloj y se consideraba la segunda respuesta como fallo.
- Desde comienzos de la segunda temporada, estaba prohibido implícitamente cambiar el tamaño, el color o los materiales de una respuesta, por ejemplo decir "pantalones de pana marrones grandes", "pantalones de pana verdes medianos", "pantalones de seda azules pequeños", se consideraba todo repetición de "pantalones", y solo se admitía como válida la primera versión indicada.
- No se admitía el uso de marcas publicitarias, de los verbos solo se admitía una forma verbal, y de los sustantivos solo se admitía el masculino o el femenino, pero no ambos.
- En las preguntas donde aplicara, las respuestas debían darse en idioma español. Usar otros idiomas, salvo en los contados casos que el concursante fuera extranjero, no se admitía.
- Por último, si primero daban una respuesta muy genérica y después una versión específica de esa respuesta genérica, la específica se contaba como repetición, por ejemplo decir "cartas" y después "póquer", o decir "cuchillo" y después "cuchillo jamonero". Al revés, dar respuestas específicas y luego una genérica, sí se admitía, aunque las versiones posteriores a la respuesta genérica ya no valdrían.

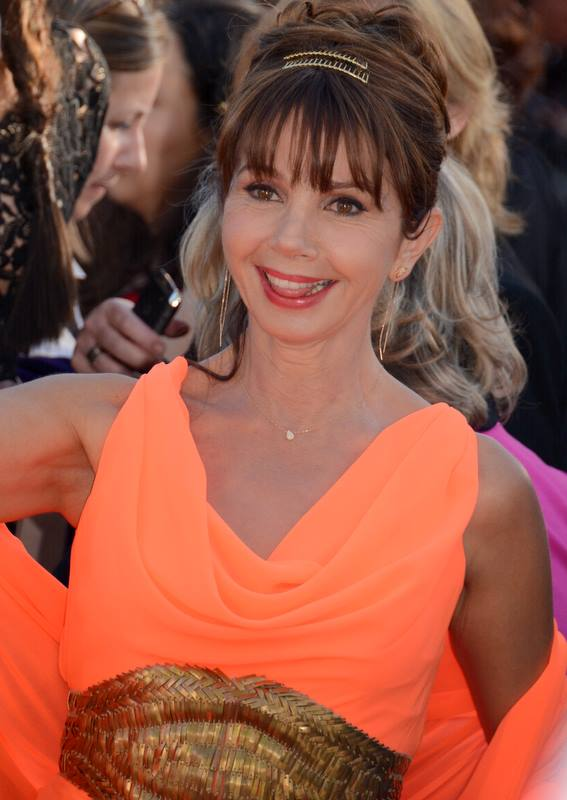
Victoria Abril, fue azafata del concurso entre 1976 y 1978

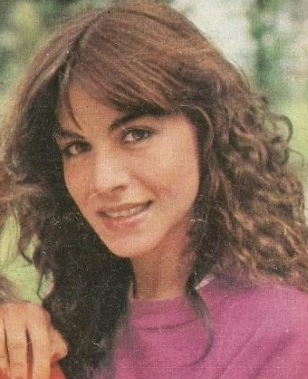
María Casal, azafata del concurso entre 1976 y 1978

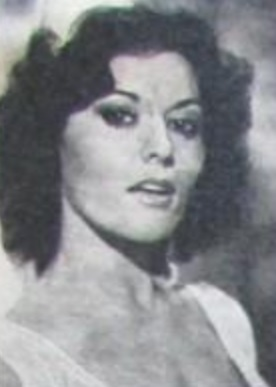
Beatriz Escudero, azafata del concurso entre 1976 y 1977

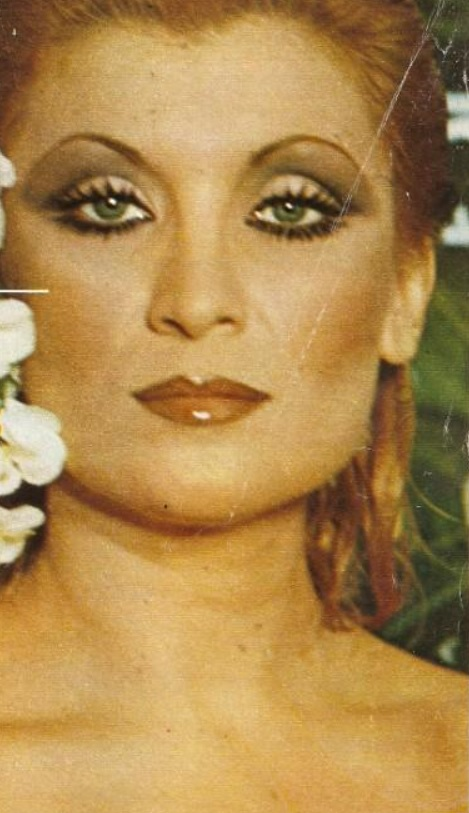
María Durán, azafata del concurso entre 1976 y 1977

Además de estas reglas básicas, el texto de la pregunta podía añadir reglas extra para contestar, por ejemplo, una pregunta que decía "nombres de provincias españolas, teniendo en cuenta que cada provincia que digan debe limitar con la anterior que hayan dicho", o bien pedir "palabras castellanas que contengan la letra a, pero deben estar recogidas en la última edición del diccionario de la Real Academia Española", o "piezas y partes de un automóvil, teniendo en cuenta que no vale repetir la misma en distintas situaciones del vehículo, como la silla derecha o la silla izquierda". El presentador debía leer estas reglas adicionales claramente, pues si se le pasaba, los concursantes podían no verse afectados por ellas, como sucedió en alguna ocasión. En las dos primeras etapas, el concursante al que no le tocaba contestar debía estar callado y quieto. Pero a partir de 1982, se permitió que ese concursante pudiera ayudar a su compañero, pero solo usando la mímica, sin hablar ni hacer sonido alguno.
Una vez agotado el tiempo de los concursantes o cometido el error, la azafata contable indicaba las respuestas contabilizadas y el valor económico de cada una, dando el total, con la frase Han sido 8 respuestas acertadas, a 25 pesetas cada una, 200 pesetas. El valor de la primera respuesta se movía entre los valores de dinero de la tabla siguiente, y en la segunda y tercera pregunta el valor por respuesta era el dinero acumulado en la pregunta anterior. Una vez que todas las parejas habían contestado sus tres preguntas, la pareja que hubiera acumulado más dinero sería la campeona y podía volver a la semana siguiente. Las demás parejas pasaban a la eliminatoria.
| Años                             | Cifra mínima | Cifra máxima | Notas |
| -------------------------------- | ------------ | ------------ | --- |
| 1972-1984                        | 25 pesetas   | 25 pesetas   | En este periodo, la cifra era inamoviblemente de 25 pesetas. |
| 1984-1986                        | 10 pesetas   | 159 pesetas  | Se introdujo una máquina de tres cilindros giratorios que ofrecía una cifra aleatoria cada semana. En el primer cilindro de centenas había ceros y unos, con más ceros que unos, en el segundo de decenas los números del 1 al 5 y en el tercero de unidades del 0 al 9. Esto hacia imposible obtener cantidades entre 60 y 109 pesetas, dando un salto de las 59 a las 110 pesetas. |
| 1987-1988                        | 20 pesetas   | 169 pesetas  | La máquina se actualizó incrementando 10 pesetas la cifra mínima y máxima. Ahora en consecuencia el salto se daba de las 69 a las 120 pesetas. |
| septiembre de 1991-enero de 1992 | 100 pesetas  | 399 pesetas  | Se suprimieron los ceros en el cilindro de centenas, donde también se añadieron el 2 y el 3, y el cilindro de decenas pasó a tener las cifras del 0 al 9, por lo que ya no había saltos en las posibles cifras. |
| enero-abril de 1992              | 100 pesetas  | 599 pesetas  | Se añadieron el 4 y el 5 en el cilindro de centenas tras salir en demasiadas ocasiones el número 1. |
| 1992-1993                        | 100 pesetas  | 995 pesetas  | Se añadieron al cilindro de centenas las cifras del 6 al 9, y en el último cilindro ahora solo había ceros y cincos. |
| noviembre-diciembre de 1993      | 100 pesetas  | 999 pesetas  | Se añadió un cuarto cilindro con calabazas y estrellas. Si salía estrella, la cifra se duplicaba, por lo que el máximo efectivo era de 1998 pesetas. |
| diciembre de 1993-1994           | 1000 pesetas | 3999 pesetas | Se añadió el 0 al cilindro de centenas y el cilindro de calabazas y estrellas se convirtió en cilindro de unidades de millar con cifras del 1 al 3. Esto se hizo porque la prueba de preguntas y respuestas se redujo a dos rondas. |
| enero-febrero de 2004            | 1,00 euro    | 2,99 euros   | Se volvió a tres cilindros, el primero para unidades con unos y doses, el segundo para décimas y el tercero para centésimas, ambos de 0 a 9, para así reflejar los céntimos de euro. |
| febrero-junio de 2004            | 1,00 euro    | 5,99 euros   | Al añadirse patrocinadores en las preguntas el sexto programa, se aumentó la cifra máxima. |

En ciertas épocas, se introdujeron cambios en la mecánica de las preguntas, de duración variable en el tiempo:

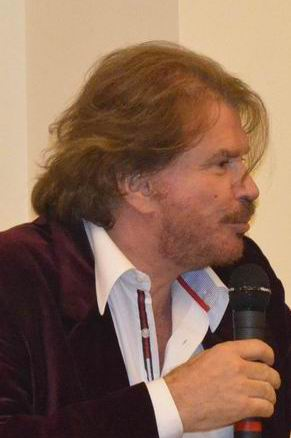
Bigote Arrocet, intervino como humorista en el concurso entre 1977 y 1988

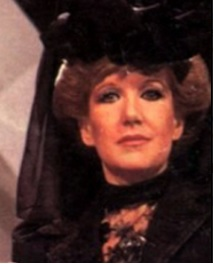
Paloma Hurtado, fue una de las Tacañonas entre 1982 y 1994

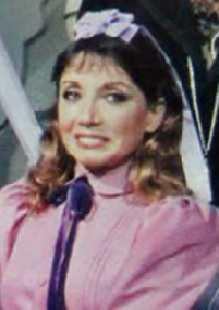
Teresa Hurtado, Tacañona entre 1982 y 1994

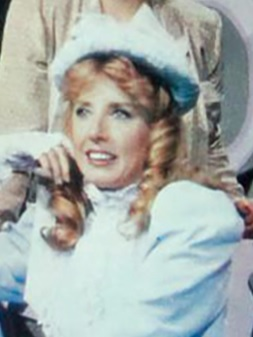
Fernanda Hurtado, Tacañona entre 1982 y 1994

- En la etapa del Chollo, se introdujo un nuevo tipo de pregunta que sustituía a la pregunta tradicional del tercer grupo, dando un modelo de respuesta a una lista de términos que se iban leyendo. Por ejemplo, el sobre podía decir "Yo voy a decir nombres de deportistas y ustedes me tienen que decir el deporte con el que lo asocian. Por ejemplo, si yo digo Manolo Santana, ustedes deben decirme tenis". Como sucedía en el resto de preguntas, se repetía el ejemplo, y después el presentador iba leyendo una lista de deportistas, de uno en uno, y los concursantes debían añadir su deporte correspondiente. Al primer fallo, se cortaba el tiempo, de 45 segundos como el resto de preguntas. En esta pregunta no se podían hacer señas.
- En 1987, se eliminó la mecánica anterior para ofrecer en la bandeja preguntas habituales, del tercer grupo de dificultad tradicional, pero dentro de cuatro grupos temáticos diferenciados: ciencias y naturaleza, geografía e historia, arte y literatura, y deportes, juegos y espectáculos. En 1991 se recuperó la tercera pregunta habitual, como se hacía antes de 1984.
- En los primeros programas de 1984 se estableció la regla de no dar a elegir sobre para la primera pregunta, sino aislar e insonorizar a las tres parejas, e ir haciéndolas pasar de una en una y hacer a las tres parejas la misma primera pregunta, siempre relacionada con el tema del programa. Con ello se perseguía que las tres parejas tuvieran las mismas oportunidades, pues se pensaba que el número de respuestas dadas a la primera pregunta era generalmente lo que determinaba si esa pareja ganaría mucho o poco dinero.
- En los programas especiales, con concursantes infantiles o famosos, o en los finales de etapa, programas resumen en los que se invitaba a concursantes importantes de los programas anteriores, en la ronda de preguntas las dos parejas que acumulaban más dinero pasaban a la eliminatoria, y la que quedaba última quedaba eliminada del concurso. Los niños no jugaban por pesetas en las preguntas, sino únicamente por puntos. La excepción la marcó el final de la primera etapa en 1973, en el cual las preguntas solo se usaron para que los concursantes ganaran dinero, pero no se eliminó a nadie, sino que las cuatro parejas pasaron a la eliminatoria.
- Por último, una peculiaridad que definió la novena etapa en 1993 fue la de eliminar el título de campeones. Los vencedores no se convertían en campeones, sino que adquirían el derecho a comprar su paso directo a la subasta, pagando por ella la cifra ganada en preguntas y respuestas (cifra con la que, al final del programa, el presentador negociaba con la pareja a cambio del regalo elegido). Después, la eliminatoria serviría para decidir quién jugaba al juego de consolación para multiplicar el dinero ganado en las preguntas.

### Segunda fase: la eliminatoria

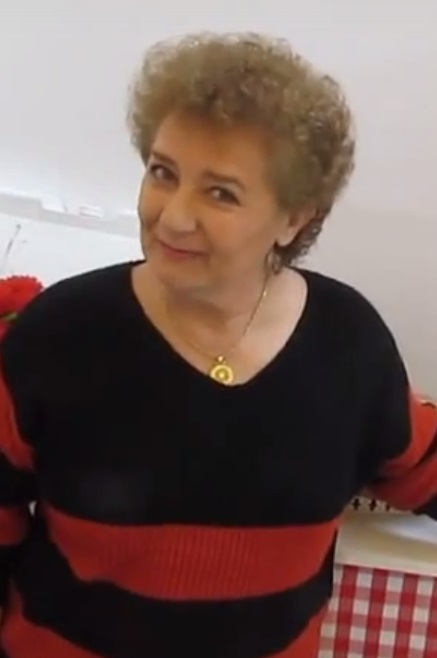
Beatriz Carvajal actuó en el programa entre 1982 y 1986

La mecánica de la eliminatoria variaba completamente de programa a programa. Todas tenían en común ser pruebas físicas y de habilidad, pero cambiaban según el tema del programa. La popular sintonía de la eliminatoria es una versión rápida para organillo de la Entrada de los gladiadores de Julius Fučík. Algunas de las eliminatorias más famosas son la de romperse huevos en la cabeza contraria diciendo La tierra es redonda y se demuestra así hasta ganar la que sacaba un huevo duro, o hacerles deslizarse por un tobogán con vasos llenos de líquidos y llevar el líquido que no se hubiera desparramado a probetas, ganando la que hubiera conseguido más líquido. También había eliminatorias donde los concursantes debían demostrar sus dotes artísticas representando como en el Cine Mudo una crónica de sucesos o una escena del Tenorio mientras les lanzaban petardos. En estas eliminatorias difíciles de valorar, el público presente en el plató debía decidir mediante pentágonos numerados qué pareja lo había hecho mejor.
Lo que era común es que quien ganaba la eliminatoria se ganaba el pase a la subasta. Hubo ocasiones, sobre todo con las eliminatorias en las que puntuaba el público, en que las dos parejas lograban un empate técnico y no había previsto ningún mecanismo de desempate. En tales casos, lo que el programa hacía era declarar a las dos parejas ganadoras, mezclar a sus miembros, y hacer pasar a una mitad al juego de consolación (cuando lo había) y a otra mitad a la subasta, repartiendo al final el total conseguido entre las dos parejas a partes iguales.
Hubo peculiaridades en algunas etapas. En la primera etapa, el premio por ganar la eliminatoria eran 10 000 pesetas, y las parejas perdedoras ganaban 5000 pesetas cada una. Con las 10 000 pesetas, la pareja ganadora podía comprar su paso a la subasta, aunque no era obligatorio. En la segunda etapa se siguió un esquema similar, aunque con la peculiaridad de hacer eliminatorias que daban una clasificación de 1.º, 2.º y 3.º, y hacer que la primera ganara 10 000, la segunda 3.000 y la tercera 2.000.
En la novena etapa (1993-94), al cambiar la mecánica de las preguntas y lanzar a los ganadores de las mismas a la subasta, se estableció que la pareja ganadora en la eliminatoria pasaba al juego de consolación, donde podían multiplicar hasta por 9 la cantidad ganada en la ronda de preguntas y apear a la pareja perdedora del concurso sin más premio que lo ganado anteriormente.
En la décima etapa de 2004, titulada "Un, dos, tres... ¡a leer esta vez!" cambió por completo la mecánica, convirtiéndola en una prueba de preguntas sobre el libro del día. A cada pareja se le hacía tres preguntas sobre el relato. En los primeros programas se daban tres respuestas a elegir, después se eliminaron y había que contestar de memoria. Tenían quince segundos para contestar y, si fallaban, había rebote y la otra pareja tenía cinco segundos para contestar y poder llevarse un acierto extra. Al final pasaba a la subasta la pareja con más aciertos y, en caso de empate, se hacía una pregunta de desempate con pulsador. En muchas ocasiones fue esta última pregunta la que decidió el triunfo, ya que la mayoría de las parejas contestaron sus tres preguntas correctamente y provocaron el empate.

### El juego de consolación

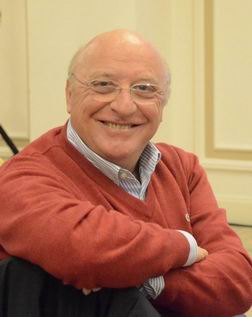
Raúl Sénder, cómico del programa entre en 1982 y 1993

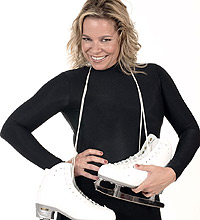
Kim Manning, azafata del concurso en 1983-1988

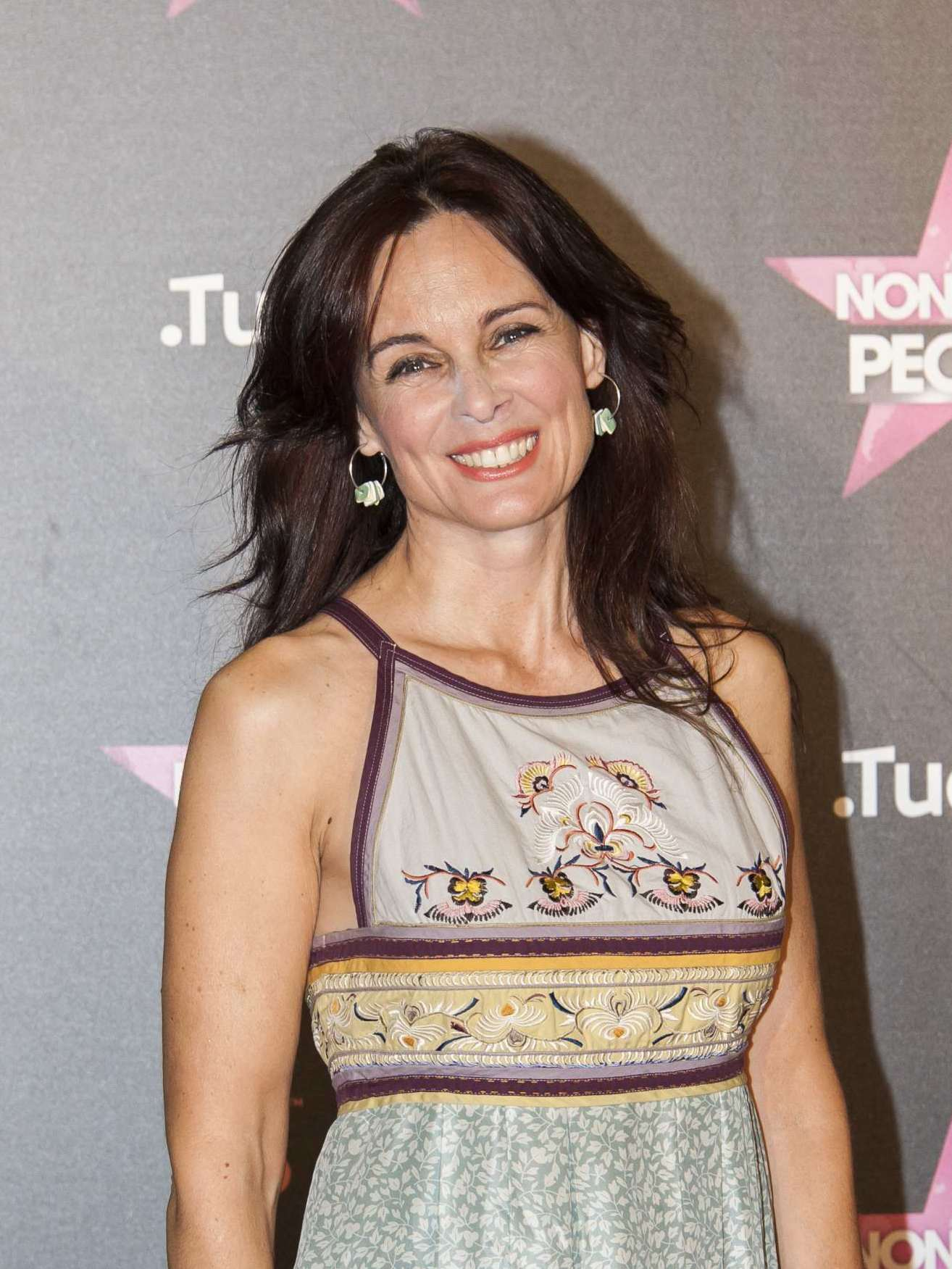
Silvia Marsó, azafata del concurso en 1983-1988

El juego de consolación fue un minijuego introducido para aquellos concursantes que perdían la eliminatoria. Se introdujo por primera vez el 19 de noviembre de 1976 en el programa dedicado a La Filatelia; el primero se llamó La Ruperta Fantasma y solo faltó desde entonces entre 1982 y 1983. Eran juegos de azar que tomaban el modelo de juegos de mesa en un gran panel, normalmente dedicados a las mascotas del programa. Entre 1976 y 1986, todos estos juegos de consolación acabaron teniendo una versión en juego de mesa para ser adquiridos por los espectadores y jugar en casa. Los concebía, fabricaba y distribuía la editorial gerundense Dalmau Carles Pla.
A partir de finales de 1986, se introdujo el juego de consolación publicitario, en el que, bajo el patrocinio de una marca, se redujo, salvo excepciones, la originalidad de los juegos, a cambio de aumentar la espectacularidad de sus premios por la presencia del patrocinador (el último juego de mascota entregaba unas 75.000 pesetas como premio máximo medio, mientras que el primero de patrocinador entregó de media tres veces esa cantidad, unas 200.000 pesetas, y podía dar hasta diez millones). Solo uno de estos juegos de patrocinador, "La Raspadita competición Málaga" (1987) conoció una versión doméstica para que jugaran los espectadores en sus casas, si bien esta versión era en forma de cromos de usar y tirar a diferencia de los juegos de mesa de etapas anteriores.

### Tercera fase: la subasta

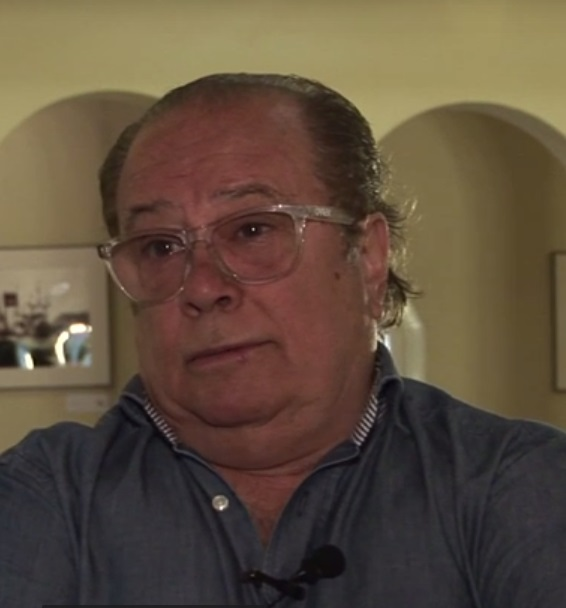
Arévalo, humorista habitual del concurso entre 1983 y 2004

Una vez concluido el juego de consolación, daba comienzo la subasta, que era la última parte llena de música, humor y entretenimiento durante la cual iban pasando por la mesa de subasta regalos. En las dos primeras etapas, la mecánica decía que los concursantes escogían un regalo entre varios al principio, y después iban ganando ese regalo, pero en cualquier momento podían cambiarlo por lo que pasara por la mesa. A veces podían acumularse varios premios en la mesa, y Kiko iba desvelando lo contenido en los regalos "que no iban ganando los concursantes". Al final, ganaban el regalo con el que se quedaran en último término.

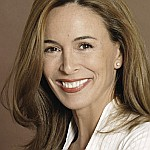
Lydia Bosch, azafata del concurso en 1984-1986

Los regalos estaban ocultos en objetos relacionados con el tema del programa, que venían de humoristas caracterizados o desde un gran decorado temático que cambiaba semana a semana. No existía la figura recurrente de la tarjetita, a veces aparecía, pero era más común que el regalo estuviera físicamente dentro del objeto, por ejemplo unas pesas que al romperlas revelan que dentro hay un cheque de medio millón de pesetas. Si el premio aparecía en una tarjeta o papel, este solo se revelaba cuando ya habían dejado el premio, por lo que no existía la práctica del hasta aquí puedo leer, se leía el papel de forma íntegra.
Cabe destacar que durante los quince primeros programas de 1972, al no existir el programa temático, el decorado eran tres cortinas o puertas numeradas, y con la elección de los concursantes de una u otra puerta iban surgiendo los regalos, de forma muy similar a la del programa estadounidense de los 60 "Let's make a deal", presentado en España por Bertín Osborne en Antena 3 como "Trato Hecho". Una vez empezaron a realizarse programas temáticos las puertas aparecían en decorados inspirados en el tema del programa estableciendo un nexo de unión con el regalo que escondían a través de juegos de palabras. Por ejemplo, en un programa dedicado a las 1001 noches la puerta de la tienda de "Chilabas" escondía lavadoras automáticas ya que "chi planchas, chi lavas etc". En uno dedicado a Valencia la puerta de "La Huerta" escondía bicicletas ya que salía un andaluz que decía la "huerta siclista a España".
A partir del 7 de octubre de 1977 en el programa dedicado a El Maestro Serrano se introdujo la mecánica popular de hacer pasar ordenadamente regalos a la mesa de subasta, hasta un máximo de tres objetos que llevaban las famosas tarjetitas, primero de cartulina verde, y desde 1991 blancas con el logo del programa en el reverso. Los concursantes entonces debían dejar uno de los objetos para que entrara el siguiente, así hasta los tres últimos regalos. En el momento en que decidieran dejar un objeto, se leía parte de la tarjeta, que podía contener una pista o un despiste a través de juegos de palabras en su mayoría. Si persistían en dejarlo, se leía el resto de la tarjeta donde se revelaba el premio que habían perdido. Desde 1984, se introdujo la práctica de leer siempre la parte legible de la tarjetita al llegar el regalo a la mesa y después leer la tarjeta completa cuando dejaran el premio. En 1987, con el corsé de que cada programa debía durar no más de 90 minutos, se impuso la regla de leer solo dos veces en todo el programa cada tarjetita, una al llegar y otra de recuerdo, después se leería otra vez solo cuando perdieran o ganaran el premio.

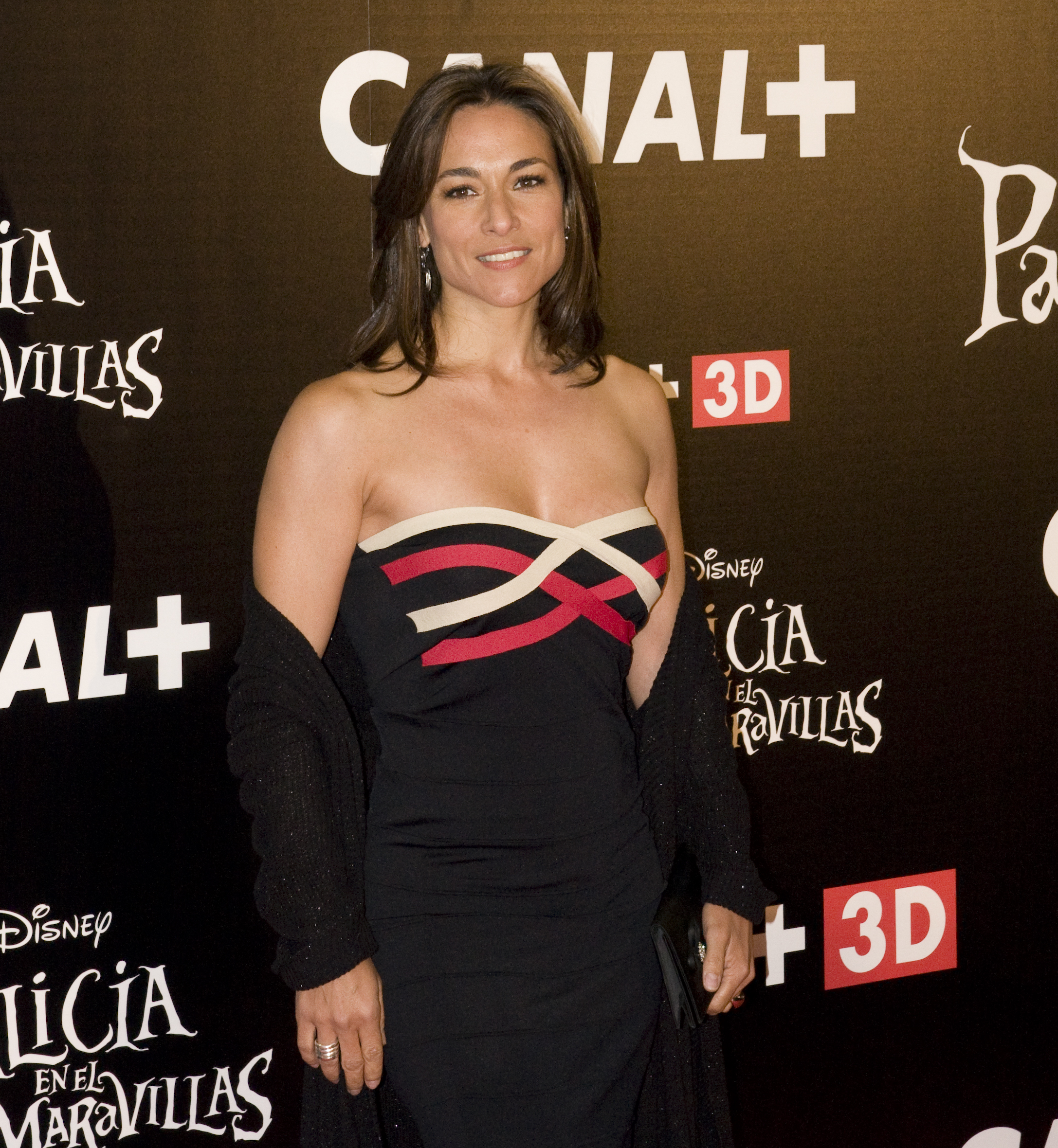
Isabel Serrano, azafata del concurso en 1987-1988

Había una única regla en cuanto a los regalos que podían aparecer: la mascota debía estar contenida en al menos uno de los regalos, y el resto de los premios podían cambiar, desde coches, apartamentos, viajes o cantidades económicas, hasta bolsas de agua caliente, cerillas, etc. Solían ser habituales cuatro premios buenos: un apartamento, un coche, un viaje y dinero en efectivo. En la primera etapa, y solo en la primera etapa, en la que no había mascota oficial, eran dos los premios obligatorios, uno negativo, la calabaza, y otro positivo, el coche, que solo en esta primera etapa era obligatorio, aunque no se especificaba qué tipo de coche era: podía ser un flamante coche nuevo, o un simple coche de desguace, un coche de juguete, un coche fúnebre, etc, aunque lo común era la aparición estelar de un coche nuevo. Con la segunda etapa, se mantuvo la restricción de la calabaza, ahora convertida en la mascota Ruperta, pero se eliminó la del coche, que pasaba a ser un regalo más, que podía aparecer o no. Además, aunque un regalo hubiera aparecido en una ocasión, nada impedía que el mismo premio se repitiera en otra tarjeta, por ejemplo que aparecieran tres coches en una misma subasta en regalos diferentes, con lo que no se podía presuponer nada al final de la subasta, hubiera salido lo que hubiera salido.

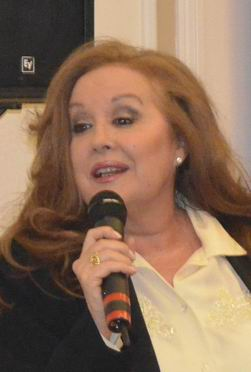
Fedra Lorente, interpretó a La Bombi entre 1983 y 1993

Entre los regalos era común que aparecieran juegos que permitían ganar dinero o premios a los concursantes si los jugaban. De haber un juego en la mesa, el presentador estaba generalmente autorizado a comunicar a los concursantes cuándo entraba un juego y en qué regalo estaba, pero no a desvelar su mecánica salvo excepciones, ya que en caso de que dejaran el juego, este podía ser reciclado para su uso en otro programa. En ciertas ocasiones, sin embargo, la posición de un juego podía permanecer en secreto por parte del presentador como cualquier otro regalo. Estos juegos podían ser de cartas, de paneles o de usar objetos en la mesa, y aunque la mayoría eran juegos de azar, también había juegos de habilidad o que combinaban ambas características. 

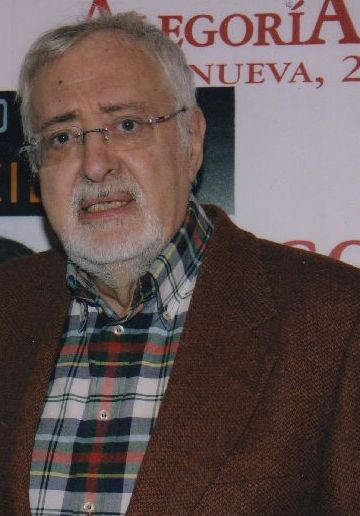
Antonio Ozores, intervino como humorista en el concurso en 1986-1987

Juegos de cartas hubo muchos, ya que era el tipo de juego que más se repetía. Un juego de cartas común fue el de decir si la carta siguiente en el mazo era mayor o menor que la carta que acababa de salir y ganar dinero si se acertaba o perderlo todo si fallaban. Entre los juegos de objetos en mesa, un juego famoso es el juego del reloj, de contar un minuto mentalmente y parar el reloj, y ganar un millón de pesetas si lo hacían exacto, restando cien mil por cada segundo de más o de menos. En paneles, el juego más recordado es el llamado "¿Quieren..." en el cual el presentador hacía esta pregunta para cada una de las casillas de un panel antes de girarlas, y los concursantes debían decir si querían o no lo que había detrás antes de saber que había, y lo que salía podía ser positivo o negativo. En juegos de habilidad, destaca el de lanzar anillas a un poste y ganar dinero si acertaban o perderlo todo tras un cierto número de fallos. Juego de habilidad y suerte combinada era el de tirar un dardo (o una flecha) a un panel cubierto, descubrir detrás tras el tiro un mapa-mundi, colocar un círculo de plástico alrededor del dardo y ganar un viaje a cualquier lugar de la zona que estuviera dentro del círculo. La mayoría de los juegos tenían un reglamento justo. Sin embargo, siempre con el conocimiento previo del notario, algunos juegos estaban trucados a favor de los concursantes, por ejemplo poner dados trucados que nunca cayeran en la cara que hacía perder, y otros estaban trucados en contra y eran trampas para los concursantes, como el juego del timón, en el que se escogían varias manillas del timón, supuestamente con dinero dentro, pero revelándose después que las cantidades que contenían eran irrisoriamente bajas.

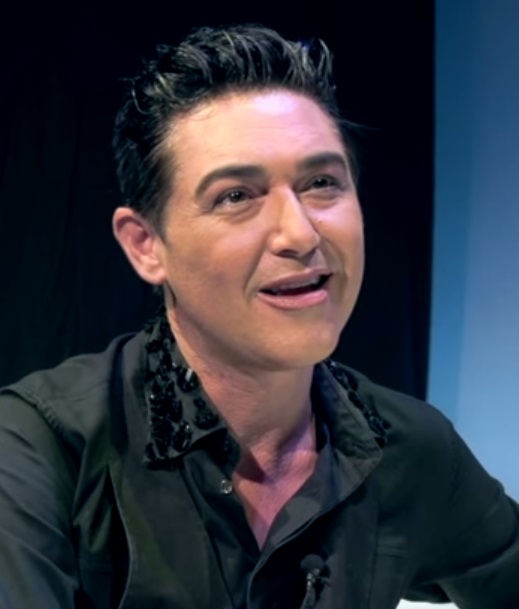
Ángel Garó, colaboró con el programa entre 1991 y 1993

Había otra regla importante de la subasta, y es que el presentador no podía decir en ningún momento ninguna mentira en relación con los regalos. Lo único que podía hacer era ocultar parte o toda la información a los concursantes, por ejemplo, podía decir que en un juego debían sacar bolas numeradas y perdían si sacaban la bola 13, ocultando el hecho de que no había bola 13, o negarse a contestar las preguntas que le hicieran los concursantes, o contestarlas con acertijos en los que se dijera sutilmente algo importante pero sin que los concursantes pudieran comprenderlo. Esto se define por una frase famosa del presentador: Yo nunca miento. Puedo no contestar, puedo no decir toda la verdad, pero no puedo mentir.
En cuanto al espectáculo, ya desde la primera etapa, y con más frecuencia a partir de 1977, se introdujeron actuaciones del ballet del programa realizadas expresamente para la subasta, pero fue el 20 de mayo de 1983 en el programa de El Debut cuando se introdujo la novedad de que las secretarias bailaran en la subasta haciendo espectaculares números musicales en el decorado. En los primeros musicales, solían hacer playbacks de canciones normalmente anglosajonas, o bien bailaban canciones instrumentales, aunque en contadas ocasiones cantaron con sus voces. En 1984, comenzaron a cantar con sus voces canciones con letras específicamente escritas para el tema del programa y con música que solía estar tomada de canciones conocidas, normalmente de musicales (como All that jazz de Chicago, The Continental, There's no business like show business o Chitty Chitty Bang Bang) y a veces de canciones normales (como Part-time lover de Stevie Wonder o Cuando tú vas de Chenoa entre otras). Además de los números musicales de las secretarias, artistas invitados solían acudir al programa para interpretar sus éxitos en el decorado (en ocasiones implicándose al punto de rodar un musical con el ballet del programa como hicieron Chenoa o Norma Duval entre otros).
El final de la subasta, entre 1972 y 1988, era el que daba nombre propiamente dicho a esta parte del concurso. Una vez con el último regalo sobre la mesa, el presentador pujaba por ese premio para comprárselo a los concursantes ofreciéndoles cantidades ascendentes de dinero. Este momento causaba nerviosismo a los concursantes y emoción a los espectadores, porque nadie salvo el presentador sabía si las ofertas eran para ayudar porque era un regalo malo, o para librar al programa de ofrecer un premio espectacular. De esta forma el presentador se colocaba entre la Parte Positiva y la Negativa no sabiendo nadie hacia qué lado se decantaba. Kiko Ledgard contaba con el entrenamiento de realizar diariamente este juego en la televisión peruana. De su bolsillo salían billetes y más billetes liando a los concursantes con su opción final. Mayra Gómez Kemp heredó esta técnica llevándola al extremo y haciendo sufrir a los concursantes al máximo. Era entonces cuando los concursantes debían demostrar su verdadera compenetración tras las preguntas y la eliminatoria ya que tenían que ponerse de acuerdo para elegir el mejor premio.
En los noventa, tanto Jordi Estadella como Josep Maria Bachs solo solían ofrecer dinero si el regalo era malo ya que convenía al programa que se llevasen un buen regalo por la audiencia y patrocinadores, lo cual restaba emoción a la subasta. No obstante los concursantes seguían desconfiando y muchas veces elegían el regalo creyendo que se les quería engañar. A pesar de no ofrecer dinero Jordi Estadella jugó con el público del plató ofreciéndoles cajas sorpresa o dinero manteniendo de este modo el espíritu de las anteriores etapas. En la última etapa, como novedad, el presentador Luis Larrodera hizo la labor contraria, ir quitando a los concursantes el dinero acumulado en las preguntas a través de diversas pistas sobre los premios que solían acabar en nada, algo que fue muy criticado por los medios y por el público, especialmente en el primer programa en el que solo los campeones lograron llevarse algo de valor debido a estas ofertas del presentador, aunque este solo obedecía las órdenes de la dirección. Esta práctica de Larrodera fue eliminada unos programas más tarde para ser reemplazada, aunque solo en un programa, por un ofrecimiento de dinero a la inversa, es decir, Luis ponía 6000 euros sobre la mesa y después iba descontando dinero billete a billete mientras los concursantes se decidían entre coger lo que quedara en la mesa o quedarse definitivamente con el regalo. En el resto de programas de la etapa, Luis Larrodera no hizo ningún tipo de oferta, ni siquiera cuando el regalo fuera malo.

### Los sufridores

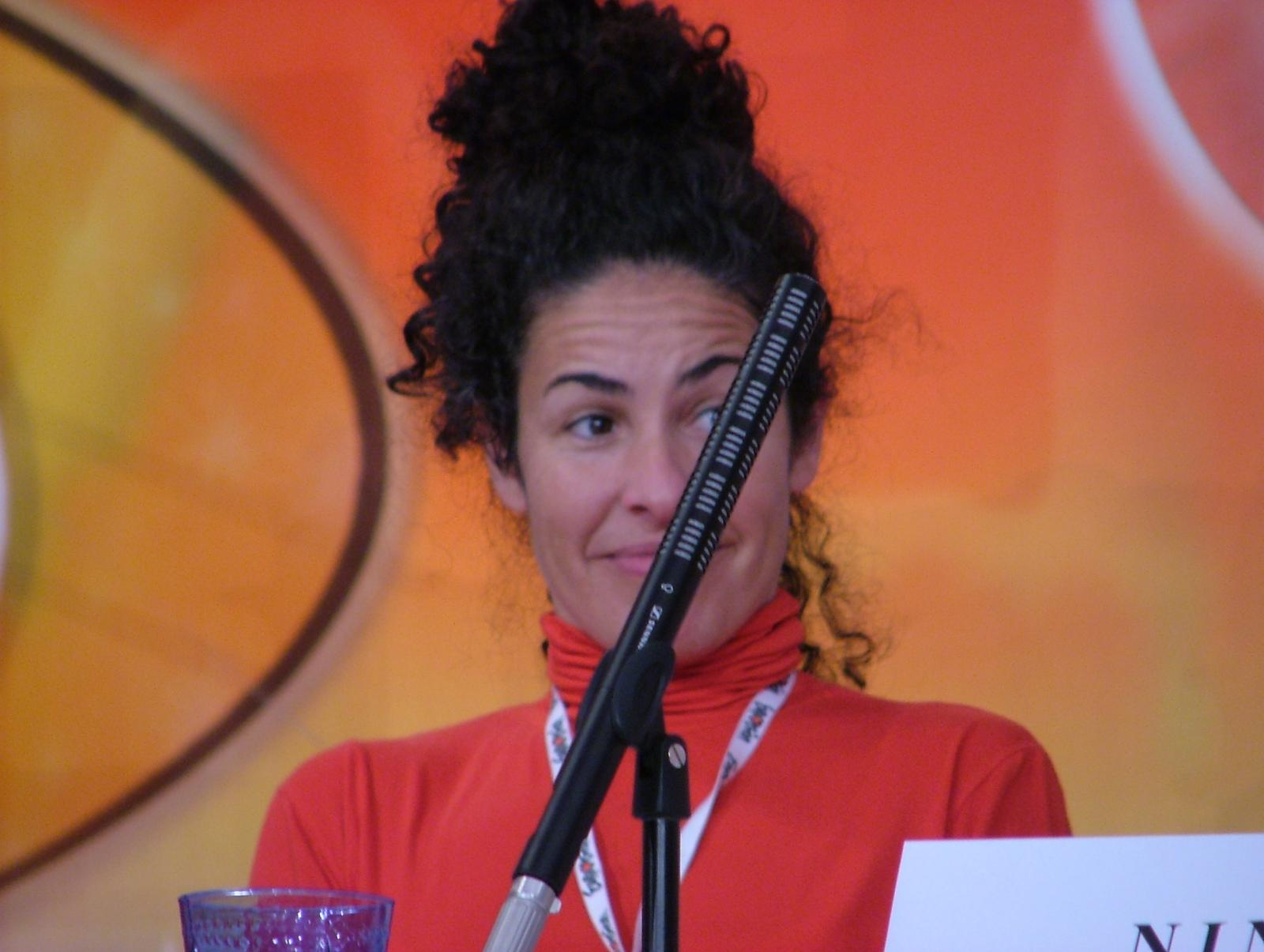
Nina, azafata del concurso en 1987-1988

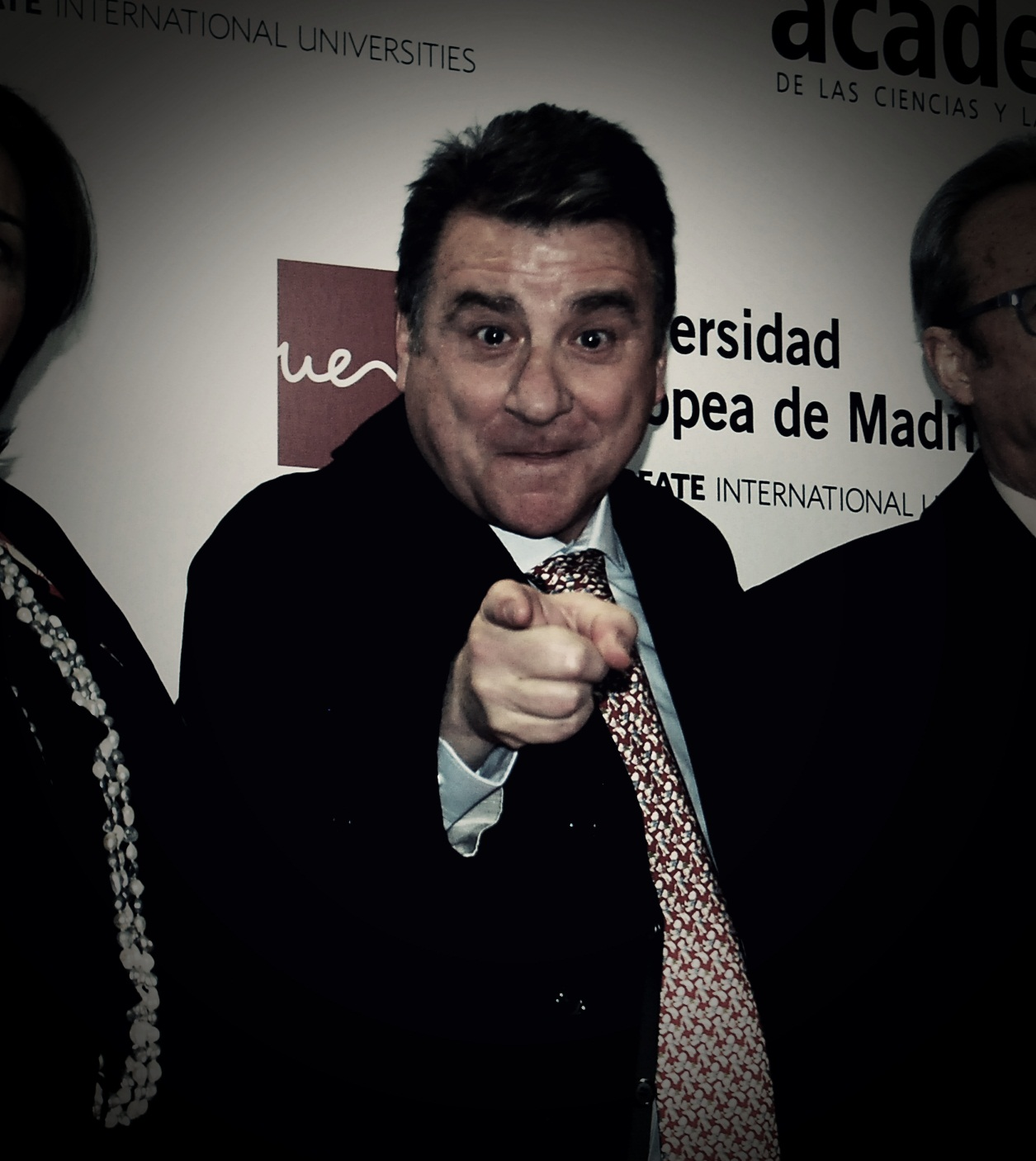
Manolo Royo, humorista del concurso entre 1987 y 1993

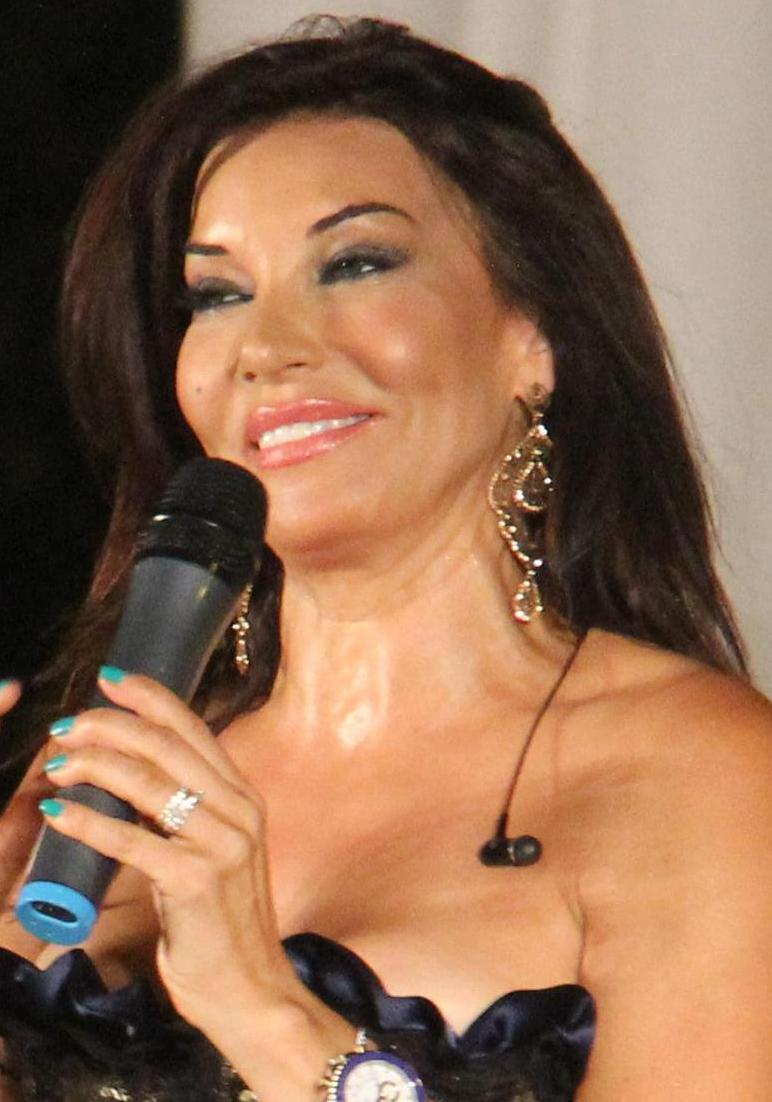
María Abradelo, azafata del concurso entre 1991 y 1993

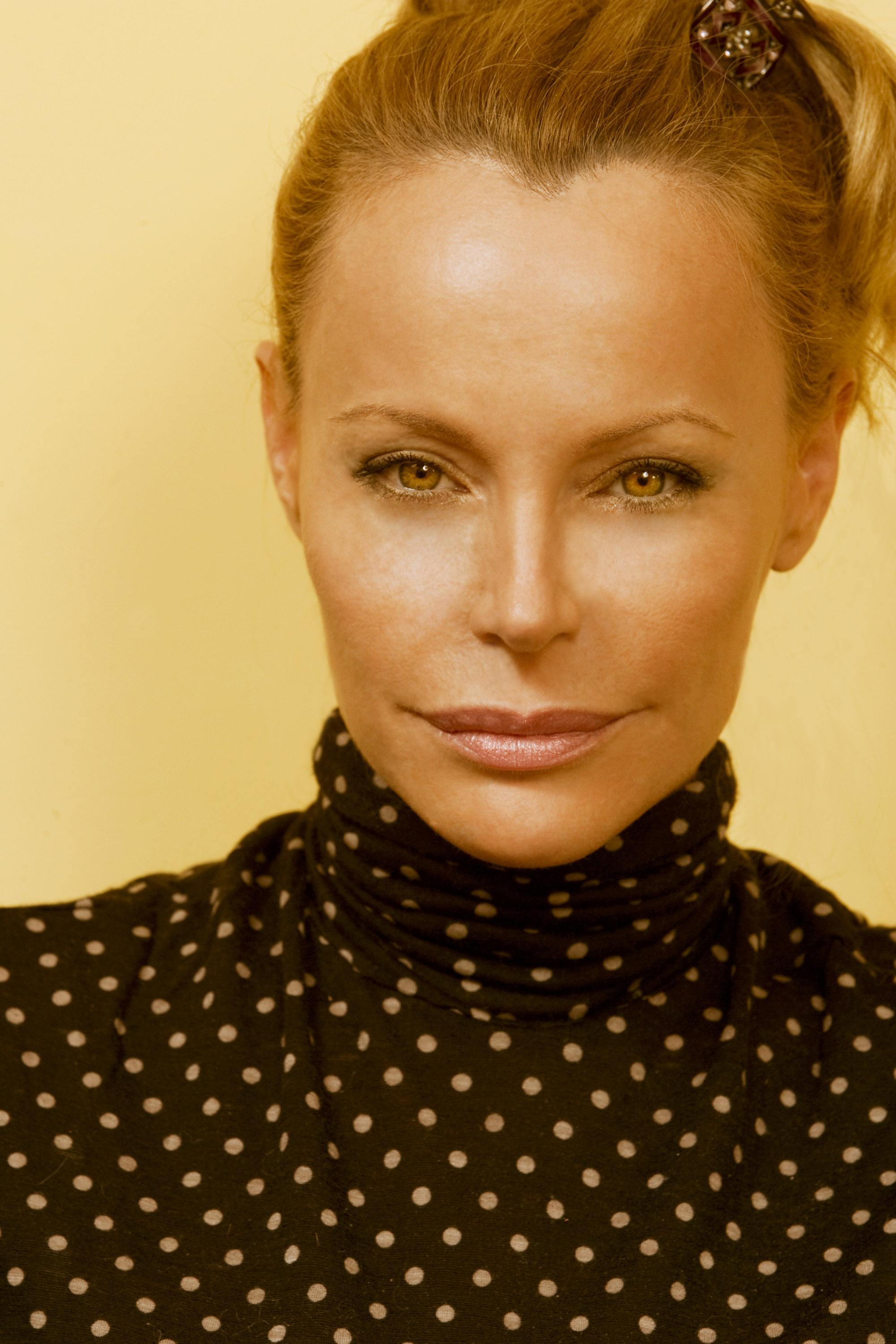
Marta de Pablo, azafata del concurso entre 1991 y 1993

Los sufridores fueron un tipo de concursantes especiales que se introdujeron en el primer programa de Botilde, El debut de las secretarias, el 20 de mayo de 1983. Para concursar como sufridor, había que enviar una prueba de compra de un determinado patrocinador (lo que marcó la entrada de los patrocinadores publicitarios dentro del espacio) y al salir elegidos en el sorteo, serían invitados a plató y al final de la subasta ganarían el mismo premio que se llevaran los concursantes. El nombre de sufridores viene porque estos conocían la situación de algunos de los mejores premios por parte de carteles que les mostraban las secretarias (el rótulo aparecía también en ocasiones para los espectadores en casa), y sufrían por la impotencia de ver cómo dejaban premios espectaculares sin poder hacer nada.
En la tercera etapa hubo una gran variedad de patrocinadores, como Bimbo, Yoplait o la revista Pronto entre otros, en cuyos productos podían encontrarse tarjetas postales con la imagen de Botilde que había que enviar al programa. Los primeros sufridores se sentaban en primera línea de público en el mismo plató detrás de los concursantes. En estos primeros programas no se les mostraba ningún rótulo de premios, el sufrimiento consistía simplemente en la impotencia de ver pasar los premios sin poder hacer nada y permaneciendo en absoluto silencio. Llevaban en el pecho una pegatina con la "S" de Superman y de sufridor. En el programa El descubrimiento de América del 7 de octubre de 1983 se les metió por primera vez en una mazmorra atados de pies y manos, o bien sentados en sendas sillas eléctricas. Las azafatas pasaban por delante de ellos rótulos donde se decía qué contenía el regalo.
A partir de la etapa cuarta y hasta la sexta (1984-1988) los sufridores estuvieron encerrados en una celda con barrotes desde donde veían el programa y conocían los regalos que rechazaban o aceptaban los concursantes. En la cuarta etapa el patrocinador fue la marca Bimbo, en la que se tenía que enviar un envoltorio completo de la marca, y durante las etapas quinta y sexta el patrocinador fueron los batidos Okey. En la quinta etapa había que enviar una etiqueta de las botellas de Okey o un disco de plástico que se encontraba debajo de la chapa si se hacía la consumición en un bar, y en la etapa sexta, se reemplazó la chapa por un posavasos de papel que se entregaba al hacer la consumición en el bar, y que permitía al dueño del bar sellarlo con sus datos para que él ganara el mismo premio que los sufridores que lo enviaron si resultaran elegidos.

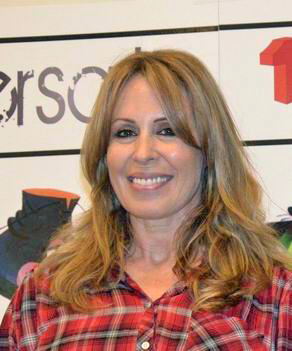
Miriam Díaz Aroca, presentadora del concurso entre 1991 y 1993

En la quinta etapa se creó un nuevo tipo de sufridor llamado "sufridor en casa". Estos sufridores debían mandar la misma prueba de compra que los sufridores en plató, pero apuntando en la carta un número del 1 al 8, que en la sexta se redujo a 7, dentro de un círculo e indicando un número de teléfono. Antes de comenzar la subasta, el notario sorteaba los números que quedarían asignados a cada uno de los regalos de la subasta, y los apuntaba en una lista. Cuando en la mesa quedaban los tres últimos regalos, el presentador llamaría por teléfono al sufridor en casa, y le comunicaría el regalo que le había correspondido al número que hubiera indicado en la carta, consultando la lista. Si el regalo era uno de los tres últimos, no se lo decía en el momento, sino que cuando los concursantes dejaran el regalo o se quedaran con él lo comunicaría. Al final del programa, la lista del notario quedaba a disposición del público para que cualquiera pudiera leerla y verificar la asignación del premio al número señalado. En la sexta etapa, si el sufridor en casa había enviado un posavasos, el dueño del bar cuyos datos constaran en ese posavasos ganaría el mismo premio que el sufridor en casa. Este tipo de sufridor en casa se vio en las etapas quinta y sexta, entre 1985 y 1988.
En la primera mitad de la séptima etapa (1991-1992) se metió a los sufridores del plató en una lavandería china donde debían lavar ropa sin tener acceso a una caja de ARIEL que colgaba del techo. Al mismo tiempo recibían órdenes de dos capataces chinos. En la segunda mitad de la etapa se les metió en la cazuela de unos caníbales en una selva patrocinada por los caramelos VICTORS.
Por último, en la octava etapa (1992-1993), los sufridores debían cocinar en una cocina de GALLINA BLANCA. Pero no podían degustar las comidas que preparaban ya que las secretarias se las llevaban en el acto. Esta etapa se reintrodujo en el programa dedicado a El balneario del 27 de noviembre de 1992 el sufridor en casa, pero con un formato diferente. Cada semana el notario elegiría una carta ganadora de sufridores en casa y elegiría a suerte un sobre entre tres sobres sellados. Dentro de los sobres podía haber un 1, un 2 o un 3, y los sufridores en casa ganarían tantos millones de pesetas como marcara el número escogido por el notario, un millón, dos millones o tres millones. Tanto los sufridores tradicionales como estos últimos sufridores en casa aparecieron por última vez en el programa Paso del Ecuador emitido el 12 de febrero de 1993, desapareciendo de ahí en adelante.

## El equipo

### Presentadores
Kiko Ledgard, fue el primer maestro de ceremonias del concurso que se inicia en el año 1972. Estuvo al frente del Un, dos, tres... durante dos etapas, la primera desde el año 1972 hasta 1973 y la segunda desde 1976 hasta 1978 sumando un total de 138 programas. A él se debe la inclusión de la subasta en el espacio ya que venía haciendo Let's make a deal / Haga negocio con Kiko desde hace años en la televisión peruana por lo que tenía un increíble dominio de su mecánica. Su estilo ágil y espontáneo, heredero de los presentadores norteamericanos y alejado del acartonamiento de la época impacta en la televisión española y le convierte en uno de los presentadores más populares de los años 1970. Famosa era su costumbre de llevar varios relojes y calcetines de distintos colores que, combinado con su acento y picardía, hizo de Ledgard pieza fundamental en el enorme éxito de las primeras etapas.
Kiko Ledgard, pasó por una época funesta, con el secuestro y posterior asesinato de su suegra, y más tarde su caída desde 7 metros, que le dejó secuelas de por vida, y le hicieron dejar el programa.
Tras el accidente de Kiko, se barajan varios sustitutos para el regreso del programa en 1982. Se realizan pruebas a Emilio Aragón, Raúl Sénder o Chicho Gordillo pero a última hora la elegida es Mayra Gómez Kemp, que ya había trabajado en el programa como actriz durante la subasta en la etapa anterior. Mayra Gómez Kemp está al frente del programa desde 1982 hasta 1988 consiguiendo la cifra récord de 168 programas y siendo quien más tiempo lo ha presentado. Mayra Gómez Kemp logra la difícil tarea de sustituir a Kiko Ledgard y asentar el programa. A ella se debe la frase célebre "Hasta aquí puedo leer" y su completo dominio del programa logra que sea el de mayor audiencia de la historia de la televisión.
El programa descansa durante más de tres años, y de nuevo en septiembre de 1991 regresa a la pequeña pantalla coincidiendo con la irrupción de las televisiones privadas en España. En lugar de un único conductor, en esta ocasión se opta por dos presentadores: Jordi Estadella popular por su labor en el concurso No te rías que es peor y la entonces estrella del programa infantil Cajón Desastre Miriam Díaz-Aroca, este tándem está al frente de Un, dos, tres... responda otra vez durante dos etapas desde 1991 hasta 1993 con un total de 69 programas. El programa gana en show y espectacularidad tanto en premios como en presupuesto revalidando el éxito de anteriores etapas y volviendo a ocupar altos índices de audiencia a pesar de la competencia. Con la pareja de presentadores el programa celebra su 20 aniversario en pleno éxito de público y crítica. No obstante la excesiva duración de las emisiones y la publicidad constante de marcas hace que el programa pierda ritmo y agilidad. Entonces se decide dar un cambio radical con el fichaje del presentador catalán Josep Maria Bachs, acreditado durante su paso por el concurso con el nombre castellanizado, y volver a la fórmula del presentador único. El programa no consigue recuperar su audiencia y se despide tras solo 18 programas.
Tras 10 años, volvió a emitirse en enero de 2004, esta vez reconvertido en un concurso de carácter cultural con la iniciativa de fomentar la lectura, modificando su título y pasando a llamarse Un, dos, tres... a leer esta vez. Un joven presentador aragonés se hace cargo de la presentación, Luis Larrodera, conocido en Antena Aragón por el programa de entrevistas Que viene el lobo. A pesar de la gran audiencia de los primeros programas, la fórmula de unir espectáculo y cultura no termina de convencer al espectador y el programa es cancelado tras 19 emisiones (si bien se hicieron 6 emisiones más de las 13 contratadas inicialmente).

### La parte negativa
La clave del éxito del programa en sus inicios fue la incorporación de una parte negativa, unos personajes que estaban en contra del derroche económico y evitaban que los concursantes sumaran mucho dinero. También eran una caricatura de la censura y la intransigencia de la época. Narciso Ibáñez Serrador creó a los Cicutas provenientes del pueblo de Tacañón del Todo y dirigidos por Don Cicuta, encarnado por el actor Valentín Tornos. Estaba ayudado por dos personajes mudos llamados Cicutillas, Arnaldo Cicutilla y Remigio Cicutilla, interpretados por Javier Pajares e Ignacio Pérez, que no eran actores profesionales sino estudiantes universitarios y carecían de diálogo. Don Cicuta se convirtió en uno de los personajes más populares de la televisión de los 70, siendo muy solicitado en cualquier evento del país y creándose cientos de juguetes y merchandising alrededor de su figura.
Cuando el programa volvió en 1976 Valentín Tornos no pudo retomar a Don Cicuta debido a su mal estado de salud, por lo que se optó por dividir su personaje en tres distintos: el profesor Lápiz (Pedro Sempson), Don Rácano (Francisco Cecilio) y Don Estrecho (Juan Tamariz). A lo largo de la etapa, Don Estrecho fue sustituido por Don Justo Rajatabla (Blaki) y Don Rácano por Don Menudillo (Luis Lorenzo), siendo el profesor Lápiz el único tacañón que aguantó la etapa completa (1976-1978). El Profesor Lápiz inauguró la costumbre de corregir los fallos de los concursantes a través de una rima, costumbre que siguieron utilizando las tacañonas durante los 80 y 90.
En los ochenta, y en un principio, Chicho contrató a Martes y Trece (por aquel entonces cuando eran trío) para interpretar a los nuevos tacañones. Pero no le acabaron de convencer, y tan solo aparecieron en las primeras emisiones de 1982, y ni siquiera como tacañones. Ante su inconformidad con el trío, y con el fichaje de una mujer como presentadora del programa, Chicho decidió que también la parte negativa estuviese interpretada por mujeres.  Con lo que por primera vez, no tan solo en España sino en el mundo, se puso un concurso del "peso" del 123 únicamente en manos de mujeres.
Las conocidas Hermanas Hurtado: Interpretan a la Viuda de Poco, a la Seño y a Mari Puri, tres habitantes de Tacañón del Todo. Las Hurtado alcanzan una enorme popularidad y sus frases son célebres en todo el país ("Campana y se acabó" "Hala, vamos..." o "Vamos que nos vamos"). Su permanencia en el concurso se convierte en la más larga de su historia, desde 1982 hasta 1994, con un par de excepciones.
La primera en 1984 cuando se decide eliminarlas y fichar a la actriz catalana Eugenia Roca para que interprete a un nuevo personaje: una secretaria "enchufada" que aúna la parte positiva y la negativa. De este supuesto enchufe y su nombre se crea un juego de palabras en catalán con la que se conocería a esta nueva "azafata" del programa: "Eugenia Enchufols del tot". Eugenia corregía los fallos de los concursantes a través de unas tarjetas con rimas que salían primero de una máquina y que después se inventaba ella misma. Este personaje no tuvo el éxito esperado y solo duró los cinco primeros programas de la etapa ya que Ibáñez Serrador decidió rescatar rápidamente a las Hermanas Hurtado que regresaron trayendo consigo una nueva mascota negativa, el Antichollo, como contrapunto del Chollo (mascota positiva). Eugenia Roca pasaría entonces a la subasta.
La segunda excepción se produce cuando Paloma Hurtado sufre un accidente en 1993 y su personaje es sustituido durante unas semanas por las actrices catalanas Mercè Comes y Vicky Plana del grupo La Cubana, y que interpretan a las Tías de las Tacañonas: Virtudes y María de la Purificación junto a las gemelas Teresa y Fernanda Hurtado. Una vez recuperada Paloma Hurtado vuelve a su puesto hasta el final de la novena etapa en 1994.
Cuando se inició la séptima etapa en 1991 las Tacañonas pasaron a llamarse Derrochonas criticando lo rancio que era el programa y los pocos premios que se daban. Las Derrochonas eran las sobrinas de las difuntas Tacañonas y se estaban gastando su herencia. Ellas abrían cada programa bajando espectacularmente con un desfile por la escalera. Debido a la crisis de 1993 las Derrochonas se transformaron en Neo-Tacañonas en el segundo programa dedicado a Tailandia de 1993.
En la décima etapa del concurso, titulada Un, dos, tres... a leer esta vez, la parte negativa fue encarnada primero por el coronel McPhantom y Kowalski interpretados por Miguel Mugni y Esteban Alleres / Rubén Espino. Tras los cinco primeros programas fueron sustituidos por el general Antilivroff y Dimitri interpretados por Alberto Papa-Fragomen y Roberto Mosca. Sus personajes estaban en contra de la lectura y estaban basados en los bomberos que quemaban libros en la novela de Ray Bradbury, Fahrenheit 451. Si bien los dos primeros personajes, McPhantom y Kowalski, no acabaron de cuajar entre el público, los siguientes sí lograron cierto tirón, convirtiendo la ronda de preguntas en la parte de más audiencia del programa en aquella etapa, aunque eso sí, sin superar el calado de los personajes de Tacañón del Todo.
Cabe destacar también que, a lo largo de las etapas, cada vez que los concursantes daban una respuesta que necesitaba de una explicación más detallada la Parte Negativa solicitaba la ayuda de los Supercicutas que, con su voz omnipresente, corregía y explicaba los fallos. Con los tacañones y las tacañonas estos personajes pasaron a llamarse los Supertacañones. Desde entonces se usó la expresión "Escuchemos la voz de los Súpertacañones" para dirimir los conflictos. Con Eugenia Roca fue el Imparcial Jurado. Con las Derrochonas, los Superderrochones. y, por último, con McPhantom la voz era la del Alto Mando. Al desaparecer McPhantom, y con la llegada de Antilivroff y Dimitri, la voz del Alto Mando dejó de utilizarse.

### La parte positiva: las azafatas o secretarias

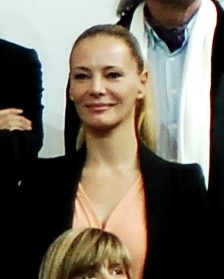
Paula Vázquez, azafata del concurso en 1994

Para acompañar a los presentadores, el realizador del programa creó la figura de las azafatas o secretarias, por lo general seis chicas, ataviadas con grandes gafas de concha y en la década de los 70 escuetas minifaldas. Esta pieza de ropa provocó un incidente cuando en mayo de 1972 "alguien" ordenó su retirada, siendo sustituidas por pantalones, pero al programa siguiente después de la polémica ocasionada, volvieron con modificaciones. Su misión era la de asistir al presentador en la conducción del programa: presentar a los concursantes, ofrecer las preguntas, contabilizar las respuestas...
Una de ellas, la conocida como azafata contable, sería la encargada de multiplicar las respuestas dadas y dar a conocer el dinero ganado por los concursantes, en función de las respuestas que éstos habían acertado. Desde 1972 hasta 2004, las azafatas contables que desfilaron por el programa fueron Ana Ángeles García, durante la primera etapa, Victoria Abril, en la segunda, Patricia de Solís, azafata contable durante la primera parte de la tercera etapa, Silvia Marsó, que tomó el relevo de la anterior en esa etapa y que volvería al concurso en su sexta temporada, Lydia Bosch, durante las etapas cuarta y quinta, Kim Manning, que sustituiría a Silvia en los últimos programas de la sexta, Diana Lázaro y Mayte Navarrete, contables durante la novena etapa, y Laura de la Calle y Yolanda Aracil, que desempeñaron esa función en la hasta ahora última temporada. Entre 1991 y 1993, Miriam Díaz Aroca también ejerció como contable, pero no era azafata, sino presentadora.

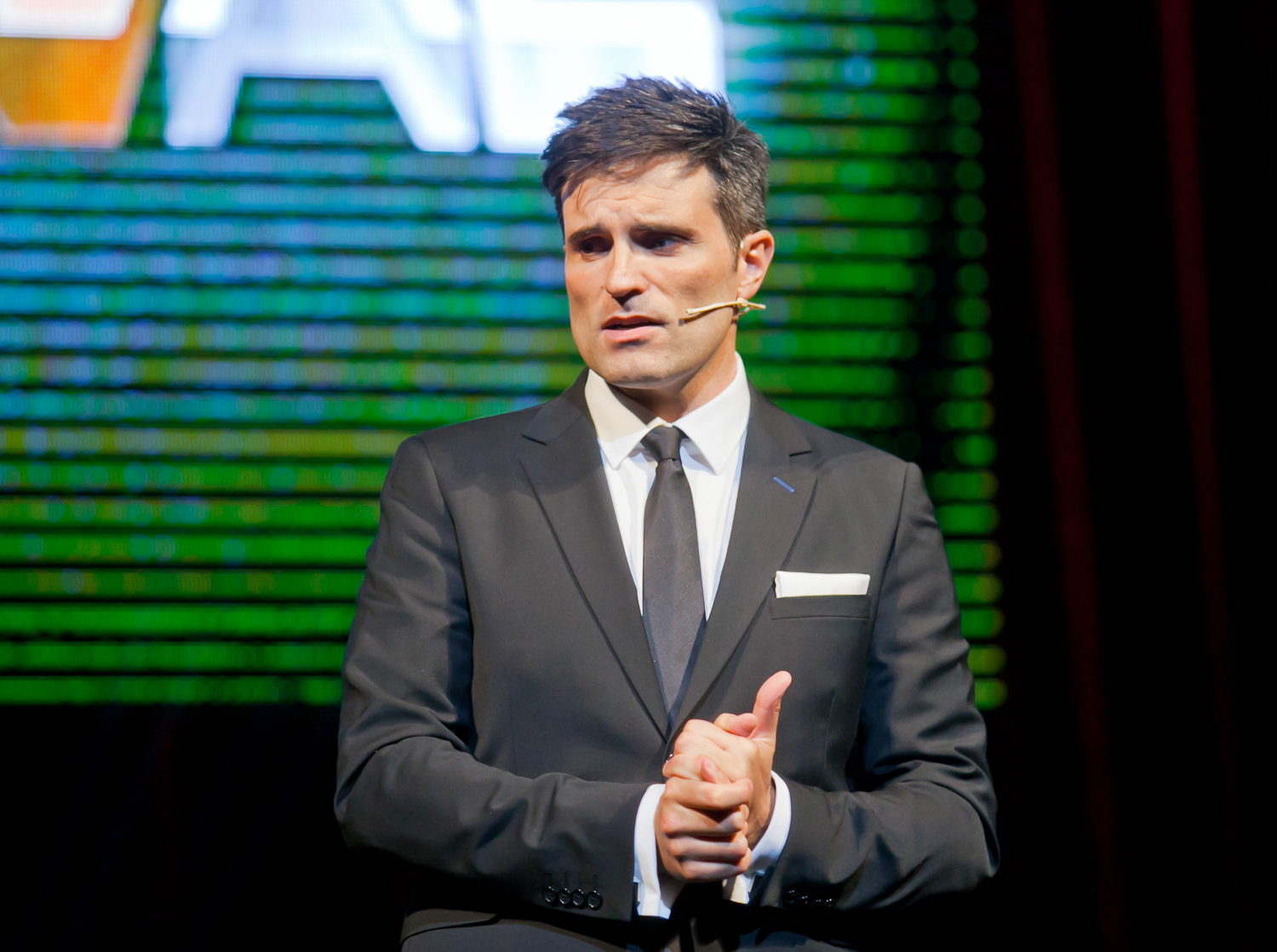
Luis Larrodera, presentador del concurso en 2004

En las diez etapas de las que ha constado el programa, han sido muchas las chicas que han sido azafatas del concurso, la mayoría de ellas consiguieron una enorme popularidad gracias al programa y pudieron desarrollar una carrera como actrices, cantantes, modelos o presentadoras de televisión. Hay que tener en cuenta que si hubo un integrante del espacio que se vio beneficiado con la evolución del concurso esa fue precisamente la figura de la azafata o secretaria, que de ser mera colaboradora del presentador pasó a convertirse en verdadera protagonista del show musical, pudiendo demostrar sus dotes como bailarinas o cantantes, y sus cualidades artísticas.
Quizás la más populares que han desfilado por el concurso, y por orden de intervención han sido: Ana Ángeles García, la primera azafata contable, Aurora Claramunt quien posteriormente fue presentadora de TVE, Blanca Estrada, Maria Gustafsson, Blanca Aguete, Yolanda Ríos, Ágata Lys que después de estar solamente siete semanas en el programa despuntó como actriz y se convirtió en una estrella del cine español del momento; Victoria Abril, con la que estuvieron María Casal, Marián Flores, Beatriz Escudero y María Durán. Las dos últimas formaron, durante la emisión del programa y junto a Mayra Gómez Kemp, el popular conjunto musical Trío Acuario.
Durante los ochenta las azafatas más populares fueron: Patricia de Solís, Alejandra Grepi, Irene Foster, Kim Manning, Silvia Marsó, Pat Ondiviela (conocida actualmente como Frances Ondiviela), Gloria Fernández, Naomi Unwin, Lydia Bosch, Victoria Vivas, Isabel Serrano y Nina, que gracias a su paso por el concurso pudo desarrollar una carrera como cantante e incluso representar a España en el conocido Festival de Eurovisión.
En los noventa y hasta que el concurso finalizó en el año 2004 las azafatas que han destacado posteriormente han sido, entre otras: María Abradelo, Marta de Pablo, Carolina Rodríguez, Mayte Navarrete, Gema Balbás, Diana Lázaro, Paula Vázquez, Nieves Aparicio, Marta García y Laura de la Calle.

### Los humoristas
El humor era un factor central en el concurso, especialmente en su tercera parte, la subasta, en la que iban apareciendo diferentes humoristas que, antes de dejar un premio en la mesa de subasta, hacían un gag. A lo largo de sus 10 temporadas, pasaron por el programa los mejores humoristas de España. Algunos, eran fijos del concurso, otros eran invitados que aparecían ocasionalmente. Aparecer en el Un, dos, tres... era fundamental en la carrera artística de un humorista. La audiencia del programa los hacía famosos en toda España, y convertía sus muletillas en frases de uso cotidiano en todo el país.
Los humoristas más identificados con el programa, por las largas temporadas en que colaboraron, son Bigote Arrocet, Antonio Ozores, Fedra Lorente (con el personaje de «La Bombi»), Beatriz Carvajal (con el personaje de «La Loli» o «Gafancia» entre otros), Gabriela Acher (con el personaje de «Charito Muchamarcha»), Raúl Sender, Arévalo, Juanito Navarro, Manolo Royo o Juan Tamariz. Otros humoristas, a pesar de permanecer en el programa una sola temporada, se convirtieron en fenómenos mediáticos y es especialmente recordado su paso por el programa. Es el caso del Dúo Sacapuntas y de Ángel Garó. Y aunque colaboraron menos tiempo, también pasaron por el Un, dos, tres humoristas como Gila, Martes y Trece, Eugenio, Andrés Pajares, Joe Rígoli, Tip y Coll, Los Morancos, Rafaela Aparicio, Cruz y Raya, La Trinca, Pepe Viyuela, Luisa Martín, Silvia Abascal, Lázaro Escarceller, Rosario Pardo, Llum Barrera, Guix i Murga, Dani Martínez o Eduardo Aldán. Un ejemplo del poder que tenía el programa lo demuestra el caso del trío catalán Tricicle, que con una sola aparición, en 1983, les fue suficiente para hacerse famosos en toda España y lanzar su carrera profesional.

## Producción del programa
El Un, dos, tres... era un programa con una producción muy compleja en relación con otros programas de Televisión Española en la época. Cada programa tardaba en producirse una semana completa, a la que se añadía otra semana previa de ensayos y estudio de guiones, y esta producción se iba haciendo a lo largo de la temporada, semana a semana, de la siguiente forma:
- Domingo: Se hace una lectura de guion completa con todos los actores y el presentador, excluyendo la parte del concurso propiamente dicho, y se pulen los flecos que puedan quedar, además de presentar los actores cualquier sugerencia para mejorar el guion que debe pasar por la aprobación previa de Chicho.
- Lunes: Se graban en el decorado los números musicales protagonizados por las secretarias, así como espectáculos que puedan desarrollarse en el decorado.
- Martes: Se graba cualquier espectáculo o actuación musical de artistas invitados que queden por grabar en el decorado, y se graba la entrada de regalos, ya sea en el decorado o a través de las puertas del plató, a veces grabadas varias veces con diferentes ropas de las secretarias, por si el regalo sale antes o después de un cambio de vestuario de las chicas.
- Miércoles: Es el día de la grabación del concurso propiamente dicho con público presente. Por la mañana se realiza un ensayo general del programa, y por la tarde se realiza la grabación del concurso. Si no fuera necesario, el decorado temático comienza a ser desmantelado para construir el decorado del programa siguiente. En las preguntas, se graba la pregunta y los 45 segundos completos de respuestas. En caso de acierto se graba la campana de fin de tiempo, y en caso de fallo, se graba la entrada de fallo. Después se cortarán en postproducción las respuestas posteriores al fallo. En la subasta, concursantes y público en plató ven las actuaciones del decorado, grabadas en días anteriores, a través de una pantalla frente a la grada, ya que para cuando se graba la subasta, generalmente el decorado temático ya está casi completamente desmontado, y a veces se puede ver incluso el de la semana siguiente parcialmente montado. Si hay alguna actuación en las gradas, también se graba en ese momento.
- Jueves: Se realiza todo el montaje y ensamblaje de las distintas piezas grabadas en los tres días anteriores, de forma que quede una sensación de falso directo y que todo se ha grabado de una sola vez. También se añaden las músicas de fondo, ya que la única música que suena directamente en plató es la sintonía de las preguntas. Por su parte, continúa la construcción del decorado del programa siguiente, que debe estar listo para empezar a grabar el lunes siguiente.
- Viernes: Se realiza la emisión del programa recién grabado.

Este ritmo de grabación y emisión se mantiene así hasta el final de la etapa.

## Mascotas
El programa Un, dos, tres... responda otra vez casi siempre ha dispuesto de una mascota que además de interpretar la sintonía de arranque aparecía como premio en la tercera parte del programa, la subasta. La mayor parte de las veces, la mascota era negativa y simbolizaba el peor regalo de la subasta, pero en ocasiones la mascota fue positiva o hubo un dúo de mascotas, una negativa y otra positiva. Lo que todas las mascotas compartieron en común fue el ser el único regalo cuya aparición era obligatoria por reglamento en cada subasta. Todos los demás regalos podían aparecer o no, pero siempre aparecería la mascota, o al menos una de ellas si eran varias. Las mascotas, por orden de aparición, fueron: la calabaza Ruperta (1976-1983, 1991-2004), la bota Botilde (1983-1984), el Chollo y el Antichollo (1984-1986) y el Boom y el Crack (1987-1988). Todas las mascotas fueron creadas por los estudios de José Luis Moro, fue un dibujante y empresario audiovisual español.

## Etapas
| Número | Fecha de inicio | Fecha de final | Presentador(es)                     | Número de entregas |
| ------ | --------------- | -------------- | ----------------------------------- | ------------------ |
| 1      | 24-04-1972      | 30-04-1973     | Kiko Ledgard                        | 54                 |
| 2      | 19-03-1976      | 27-01-1978     | Kiko Ledgard                        | 83                 |
| 3      | 20-08-1982      | 13-04-1984     | Mayra Gómez Kemp                    | 81                 |
| 4      | 09-11-1984      | 03-05-1985     | Mayra Gómez Kemp                    | 26                 |
| 5      | 04-10-1985      | 28-03-1986     | Mayra Gómez Kemp                    | 26                 |
| 6      | 06-04-1987      | 04-01-1988     | Mayra Gómez Kemp                    | 35                 |
| 7      | 13-09-1991      | 10-04-1992     | Jordi Estadella y Miriam Díaz-Aroca | 31                 |
| 8      | 02-10-1992      | 09-07-1993     | Jordi Estadella y Miriam Díaz-Aroca | 38                 |
| 9      | 19-11-1993      | 08-04-1994     | Josep Maria Bachs                   | 18                 |
| 10     | 09-01-2004      | 11-06-2004     | Luis Larrodera                      | 19                 |

## Las sintonías
La sintonía que ha acompañado la cabecera del Un, dos, tres...Responda otra vez en las mayoría de las etapas, concretamente en la 2.ª, la mitad de la 3.ª, y de la 7.ª a 10.ª, y que ha quedado grabada en la memoria colectiva de todos los españoles fue compuesta por el argentino Adolfo Waitzman. La letra es del propio Ibáñez Serrador, que al mismo tiempo prestaba su voz a la Calabaza Ruperta en la interpretación del tema.
Sin embargo, no fue la única sintonía del concurso, ni tan siquiera la primera. En la primera etapa unas voces femeninas interpretaron dos sintonías, "Un dos tres... responda otra vez" en los primeros programas y "No sea usted Cicuta" en el resto de la etapa. Esta última estaba compuesta por Narciso Ibáñez Serrador y Waldo de los Ríos, mientras que la primera era composición de Chicho junto a Manuel de la Calva y Ramón Arcusa (El Dúo Dinámico).
Adolfo Waitzman también compuso la sintonía de Botilde de la 3.ª etapa, interpretada también por Chicho. La composición de la sintonía del Chollo, protagonista de la cuarta y la quinta etapas, fue realizada por Eddy Guerin e interpretada por Patxi Muntaner,(nombre artístico de aquel entonces de Salvador Aldeguer). Por último, en la sexta etapa, protagonizada por El Boom y El Crack, hubo una nueva sintonía en la que la voz del Boom era de nuevo interpretada por Chicho.
Las cabeceras del programa, al margen de la sintonía, tuvieron todas una estructura similar. En primer lugar aparecía el logo del programa. Después, con el rótulo "En la parte positiva..." se nombraba al presentador y aparecía el rótulo "Y nuestras secretarias". Después aparecía el rótulo "En la parte negativa..." y aquí aparecía el rótulo "Esos/Esas que ustedes saben" o "Ya lo verán". Por último, tras el rótulo "Si algo falla, el responsable es..." aparecía el nombre de Narciso Ibáñez Serrador y daba comienzo el programa con la mascota sobreimpresionada sobre la imagen del público o del decorado según la etapa.
Las excepciones las marcan la primera etapa, en la que aparecían en los títulos los nombres de las secretarias y de los actores que encarnaban a los cicutas, y después el rótulo "Si algo falla los responsables son" y los nombres de cámaras, productores, etc, y al final "Y si falla todo, el culpable será" para presentar a Narciso Ibáñez Serrador. Otra excepción se da en la cuarta y quinta etapas, en las que el nombre de Mayra Gómez Kemp no aparecía como parte positiva. Tras el rótulo, aparecía un simple "con Mayra Gómez Kemp", y ya después "En la parte positiva... nuestras secretarias". En la segunda y tercera etapas no aparecía Ruperta sobreimpresionada sobre el público; al terminar la cabecera, con un fundido en negro se pasaba al programa. La mascota comenzó a aparecer sobreimpresionada en 1983 con la llegada de Botilde, aunque en los primeros programas Botilde aparecía sobre el fondo verde de chroma que pasaba en fundido a la imagen del público.

## Platós
- Estudio 1 de Prado del Rey, en Madrid
  - Etapa 1 (1972-1973)
  - Etapa 6 (1987-1988)

- Antiguos Estudios Roma de Fuencarral (actual sede de Mediaset España)
  - Etapa 2 (1976-1978)
  - Etapa 3 (1982-1984)
  - Etapa 4 (1984-1985)
  - Etapa 5 (1985-1986)

- Estudios Buñuel de Madrid
  - Etapa 7 (1991-1992)
  - Etapa 8 (1992-1993)
  - Etapa 9 (1993-1994)
  - Etapa 10 (2004)

## Especiales
En 2023, se llevó a cabo un especial que se emitió a través de Twitch, el cual fue presentado por TheGrefg y Carla Pulpón. En esta transmisión se mantuvieron varios aspectos de la mecánica, aunque hubo algunas variaciones. Por ejemplo, al ser una gala especial con concursantes streamers, no se jugó por dinero en la ronda de preguntas y, como homenaje a las primeras etapas, la primera respuesta se multiplicó por 25 "Rupertas", es decir, 25 puntos. Asimismo, se realizaron no una, sino cinco pruebas físicas. La pareja que ganara un mayor número de esas pruebas sería la que pasaría a la subasta. Además, con cada pareja participaba un concursante sufridor. Si su pareja ganaba una prueba, el sufridor asociado ganaría 400 euros, si perdía, 200 euros.
Por su parte, se recuperó una figura similar a la de los sufridores, solo que esta vez eran concursantes individuales y no parejas, personas anónimas seleccionadas previamente. Hubo dos sufridores en la eliminatoria que ganarían dinero como se explica en la sección anterior, y un sufridor más en la subasta al mismo estilo que en etapas anteriores, atado con una camisa de fuerza en una habitación separada que se llevaría al final de la subasta el premio que escogieran los concursantes al final. La diferencia es que los propios concursantes, al ser streamers famosos, no se llevaban este regalo que ellos escogieron, que era solo para el sufridor, sino que, al igual que las otras parejas recibieron un obsequio del programa, en el caso de los concursantes de la subasta, un viaje a Canarias.
Por otro lado, regresaron las gemelas Teresa y Fernanda Hurtado como unas modernizadas Tacañonas, acompañadas de Mister Jager como un tercer Tacañón reminiscente del clásico Don Cicuta. A diferencia de etapas anteriores, estos Tacañones intervinieron durante todo el programa, no solo en las preguntas donde las dos gemelas se encargaban de interrumpir al unísono cuando tocaba. El tercer Tacañón, bastante parco en palabras aunque no mudo, se encargó de entorpecer a los concursantes durante algunas de las pruebas eliminatorias y de hacer apariciones esporádicas en la subasta, luciendo una apariencia cada vez más tétrica y sanguinolenta en su rostro según avanzaba el programa y mostrando un comportamiento caótico durante el programa.
Cabe destacar que esta emisión tuvo como parte positiva que incluía mujeres y por primera vez hombres, liderado por una jefa de azafatas, Carla Pulpón que, al igual que Miriam Díaz Aroca antes, ejercía oficialmente de copresentadora. Eran en total cuatro chicas, Nadia, Abril, Andrea y Marta, y dos chicos, Unai y Néstor, todos procedentes de TikTok donde ya habían demostrado sus dotes como bailarines, excepto Marta que salió de un casting al efecto liderado por la coreógrada y exsecretaria Marta García, de la décima etapa. Los seis realizaron las labores tradicionales de la parte positiva, presentar a los concursantes, llevar las bandejas con las preguntas, asistir en las pruebas eliminatorias y realizar números de baile en la subasta a los que se unió también Carla (quien fue también la que realizó las cuentas en la ronda de preguntas), así como mostrar los regalos que iban apareciendo.

## Versiones internacionales
El concurso Un, dos, tres fue el primer formato creado en España que se exportó masivamente al extranjero. Durante una época, el programa fue el más visto en Europa en alguno de los seis formatos existentes, incluyendo el español. Las emisiones llegaron a España, Portugal, Reino Unido, Países Bajos, Alemania, Austria, Suiza, Bélgica, Luxemburgo y Dinamarca.

### Ediciones extranjeras
| País              | Nombre          | Presentador(es)                           | Canal     | Periodo de transmisión        |
| ----------------- | --------------- | ----------------------------------------- | --------- | ----------------------------- |
| Bélgica (Flandes) | 1-2-3 show      | Walter Capiau y Anne de Baetzelier        | VTM       | 1994                          |
| Alemania          | Die verflixte 7 | Rudi Carell                               | Das Erste | 1984–87                       |
| Países Bajos      | 1-2-3-show      | Rudi Carell Ted de Braak                  | KRO       | 1983–86                       |
| Portugal          | Um, dois, três  | Carlos Cruz António Sala Teresa Guilherme | RTP1      | 1984–86, 1990 1994–95 2004–05 |
| Reino Unido       | 3-2-1           | Ted Rogers                                | ITV       | 1978–88                       |

### Intercambios de ideas entre España y el extranjero
Entre el Un, dos, tres español y los extranjeros no solo ellos tomaron el formato español para adaptarlo a las distintas realidades de sus países, sino que Chicho también tomó ideas de los formatos extranjeros para trasladarlas al programa español:
- La tradicional bajada de escaleras de Mayra saludando al público fue tomada del formato británico.
- El diseño de la grada y la escalera en la tercera etapa está inspirado en el diseño del formato británico en su etapa de 1982.
- El gesto con los dedos que hacía Miriam Díaz Aroca al despedir el programa fue también tomado del presentador británico, Ted Rogers.
- El clásico diseño de la grada partida con paneles luminosos y una escalera de peldaños iluminados que se introdujo en la cuarta etapa fue tomado íntegramente del formato neerlandés.
- La forma de presentar a los concursantes y hacer las preguntas en el decorado en los primeros programas de la cuarta etapa, así como la entrada de Mayra desde el propio decorado en ese periodo, fueron tomadas del formato portugués.
- El formato de preguntas de la tercera ronda durante las etapas cuarta y quinta fue tomado del formato británico.
- De los formatos neerlandés y alemán Chicho tomó en el periodo 1991-1994 la espectacularidad de decorados gigantes con grandes cuerpos de ballet, a diferencia de los modestos decorados de etapas anteriores con musicales protagonizados exclusivamente por las secretarias y algunos bailarines.
- La forma de presentar a los concursantes en la novena etapa fue tomada de la versión británica.

## Premios y nominaciones

### Premios Ondas
| Año  | Categoría                          | Resultado |
| ---- | ---------------------------------- | --------- |
| 1972 | Nacionales de Televisión: Especial | Ganador   |
| 1987 | Nacionales de Televisión           | Ganador   |

### Antena de Oro
| Año  | Categoría  | Persona                 | Resultado |
| ---- | ---------- | ----------------------- | --------- |
| 1985 | Televisión | Narciso Ibáñez Serrador | Ganador   |

### TP de Oro
| Año  | Categoría                                   | Persona                          | Resultado       |
| ---- | ------------------------------------------- | -------------------------------- | --------------- |
| 1972 | Mejor Programa Nacional                     |                                  | Ganador         |
| 1972 | Mejor Presentador                           | Kiko Ledgard                     | Ganador         |
| 1972 | Personaje más popular                       | Don Cicuta (Valentín Tornos)     | Ganador         |
| 1973 | Personaje más popular                       | Don Cicuta (Valentín Tornos)     | 3º Clasificado  |
| 1976 | Mejor Programa Nacional                     |                                  | Ganador         |
| 1976 | Mejor Presentador                           | Kiko Ledgard                     | 3º Clasificado  |
| 1976 | Personaje más popular                       | Kiko Ledgard                     | Ganador         |
| 1977 | Mejor Programa Nacional                     |                                  | Ganador         |
| 1977 | Mejor Presentador                           | Kiko Ledgard                     | 3º Clasificado  |
| 1982 | Mejor Programa Musical y de Entretenimiento |                                  | Ganador         |
| 1982 | Mejor Presentadora                          | Mayra Gómez Kemp                 | Ganadora        |
| 1982 | Personaje más popular                       | Las Tacañonas (Hermanas Hurtado) | Ganadoras       |
| 1982 | Personaje más popular                       | La Loli (Beatriz Carvajal)       | 2.ª Clasificada |
| 1982 | Personaje más popular                       | Bigote Arrocet                   | 3.º Clasificado |
| 1983 | Mejor Programa Musical y de Entretenimiento |                                  | Ganador         |
| 1983 | Mejor Presentadora                          | Mayra Gómez Kemp                 | 2.ª Clasificada |
| 1983 | Personaje más popular                       | La Bombi (Fedra Lorente)         | 2.ª Clasificada |
| 1983 | Personaje más popular                       | Raúl Sénder                      | 3.º Clasificado |
| 1984 | Mejor Programa Musical y de Entretenimiento |                                  | Ganador         |
| 1984 | Mejor Presentadora                          | Mayra Gómez Kemp                 | 2.ª Clasificada |
| 1984 | Personaje más popular                       | Mayra Gómez Kemp                 | 2.ª Clasificada |
| 1985 | Mejor Programa Musical y de Entretenimiento |                                  | Ganador         |
| 1985 | Mejor Presentadora                          | Mayra Gómez Kemp                 | Ganadora        |
| 1987 | Mejor Programa de Entretenimiento           |                                  | Ganador         |
| 1987 | Mejor Presentadora                          | Mayra Gómez Kemp                 | Ganadora        |
| 1987 | Personaje más popular                       | Dúo Sacapuntas)                  | Ganadores       |
| 1992 | Mejor Concurso                              |                                  | Nominado        |

## En la cultura popular
- El programa es recreado en dos temporadas de la serie Cuéntame cómo pasó.
- Igualmente se recrea la grabación del espacio en la película Muertos de risa (1999) de Álex de la Iglesia.
- Sin mencionar expresamente el programa, en la película Los últimos días (2013), los personajes interpretados por José Coronado y Quim Gutiérrez se interpelan mutuamente con la fórmula de la primera parte del concurso Por 25 pesetas, dígannos....
- En la película Nacida para ganar (2016) y mientras Victoria Abril se interpreta así misma se reproducen en pantalla imágenes de su paso por el programa mientras pronuncia la frase Hola, soy Victoria Abril y quizá me recuerden por mis múltiples trabajos en cine y televisión.
- En varias películas y series de televisión, los personajes en alguna secuencia están siguiendo el programa en televisión: Todos a la cárcel, Días contados, La avispita Ruinasa y Veneno entre otros.
- En el segundo capítulo de la cuarta temporada de El Ministerio del Tiempo (2020) de TVE, titulado «El laberinto del tiempo, una mujer del Madrid de 1981, huyendo de su marido que la maltrata encuentra por accidente una puerta del tiempo en el baño de su casa que la lleva al Madrid del siglo XVII, concretamente a la corte del Rey Felipe IV y convierte la corte en un plató del Un, dos, tres, después de haber participado en la primera de las etapas presentadas por Mayra Gómez Kemp.